# 러시아의 탐험가 목록
| 예르마크   | Dezhnyov데즈뇨프  | 셸리호프   | 크루젠슈테른 |
| 리샨스키   | 벨링스하우젠      | 라자레프   | 코체부       |
| 브란겔     | 뤼트케            | 미덴도르프 | 프르제발스키 |
| 세묜오프   | 미클루호-마클라이 | 마카로프   | 톨           |
| 코즐로프   | 우샤코프          | 가가린     | 레오노프     |
| 테레시코바 | 칠링가로프        |            |              |

러시아 연방, 소련, 러시아 제국, 러시아 차르국 및 기타 러시아 전신 국가의 시민 또는 신민에 의한 탐험의 역사는 러시아의 역사뿐만 아니라 세계사에서도 중요한 부분을 차지한다. 세계에서 가장 큰 국가인 러시아는 17,075,400 제곱킬로미터 (6,592,850 mi2)로 지구 육지 면적의 9분의 1 이상을 차지한다. 소련과 러시아 제국 시대에는 세계 육지 면적에서 차지하는 국가의 비중이 6분의 1에 달했다. 이 영토의 대부분은 러시아 탐험가들이 처음 발견했다(거주 지역의 원주민은 제외). 유라시아의 연속적인 탐험과 러시아령 아메리카의 해외 식민지 건설은 러시아 영토 확장의 주요 요인 중 일부였다.
알래스카주, 중앙아시아, 시베리아, 북극점 주변의 북극 지역에서 발견한 것 외에도, 러시아 탐험가들은 남극 지역, 북극, 태평양 섬 탐험은 물론 심해 및 우주 탐험에도 중요한 기여를 했다.

## 알파벳 순 목록
주로 탐험된 지역
| 틀:Asterisk 시베리아/극동 | ^ 알래스카주/북태평양 | ~ 유럽       | 열대   |
| 북극/북극 지역            | § 남극 지역/남태평양  | ! 중앙아시아 | $ 공간 |

### A
| 초상화   | 인물                                                                     | 업적 | 사진                                    |
| -------- | ------------------------------------------------------------------------ | --- | --------------------------------------- |
| Albanov  | 발레리안 알바노프 · (1881–1919) · 러시아 해군 중위                       | 알바노프는 비극적인 1912~1914년 브루실로프 원정의 유일한 두 생존자 중 한 명으로, 다른 한 명은 알렉산더 콘라트였다. 그들은 얼음에 갇힌 세인트 안나호를 떠나 스키, 썰매, 카약을 타고 카라해를 건너 제믈랴프란차이오시파 제도에 도착했고, 마침내 게오르기 세도프의 세인트 포카스호에 의해 구조되었다. 알바노프가 제공한 세인트 안나호의 얼음 흐름에 대한 자료는 블라디미르 비제가 이전에 알려지지 않은 비제섬의 좌표를 계산하는 데 도움이 되었다. 알바노프나 콘라트는 베니아민 카베린의 소설 두 선장의 주인공의 원형이다. | St. Anna ship                           |
| Anjou    | 표트르 안주 · (1796–1869) · 러시아 제독, 나바리노 해전의 영웅            | 1820년, 안주는 중위로서 올레넥강과 인디기르카강 사이의 동시베리아 해안선과 섬들을 설명하고 노보시비르스크 제도를 지도화했다. 1825~26년에는 카스피해 북동 해안과 아랄해 서부 해안을 설명하는 데 참여했다. 이름을 따서 명명: 안주 제도. | New Siberia                             |
|          | 다닐라 안치페로프* (?–1712) 시베리아 카자크 아타만                       | 다닐라 안치페로프는 블라디미르 아틀라소프 사망 후 캄차카반도에서 카자크 아타만으로 선출되었다. 그는 쿠릴 열도를 방문하고 슘슈섬과 파라무시르섬을 포함하여 이를 서면으로 기술한 최초의 러시아인 중 한 명이었다. 이름을 따서 명명: 안치페로바섬. | Paramushir, Atlasov and Shumshu Islands |
| Anuchin  | 드미트리 아누친 · (1843–1923) · 지리학자, 인류학자, 민족지학자, 고고학자 | 1880년 아누친은 발다이 언덕과 셀리게르호를 연구했다. 1894~95년에는 알렉세이 틸로의 탐험에 합류하여 발다이 언덕을 다시 연구했다. 아누친은 마침내 유럽에서 가장 큰 강인 볼가강의 발원지 위치를 확인했다. 그는 유럽 러시아의 지형에 관한 주요 저술을 발표하고 모스크바 국립 대학교에 지리 박물관을 설립했다. 이름을 따서 명명: 아누친 분화구 (달), 아누친섬. | The source of the Volga                 |
| Arsenyev | 블라디미르 아르세니예프* (1872–1930) 군사 지형학자, 작가                 | 아르세니예프는 1902~07년 우수리강 유역으로 떠난 여행에 대한 여러 인기 있는 책을 썼으며, 그곳에서 그는 나나이족 사냥꾼인 데르수 우잘라와 동행했다. 아르세니예프는 수많은 시베리아 식물종을 처음으로 기술했다. 그는 여행한 지역의 지리, 야생동물, 민족지학에 관한 약 60편의 저술을 발표했다. 1975년, 구로사와 아키라 감독의 일본-소련 합작 영화 데르수 우잘라는 아카데미상에서 최우수 외국어 영화상을 수상했다. 이름을 따서 명명: 아르세니예프 (도시).                                                                   | Dersu Uzala                             |
|          | 블라디미르 아틀라소프* (1661/64–1711) 시베리아 카자크 아타만             | 아틀라소프는 캄차카반도에 최초의 영구적인 러시아 정착지를 세우고 식민지화를 주도했다. 그는 이 지역의 자연과 사람들에 대해 상세하게 기술한 최초의 러시아인이었으며, 캄차카반도 근처의 축치반도와 일본에 대해서도 기록했다. 아틀라소프는 난파된 일본 상인 덴베에를 모스크바로 데려와 그곳에서 러시아의 일본어 교육을 처음으로 실시했다. 이름을 따서 명명: 아틀라소프섬, 아틀라소프 화산. | Kamchatka                               |

### B
| 초상화              | 인물 | 업적 | 사진                                                                |
| ------------------- | --- | --- | ------------------------------------------------------------------- |
| Mikhail Babushkin   | 미하일 바부슈킨 · (1893–1938) · 군인이자 극지 비행사, 소비에트 연방영웅                                                            | 바부슈킨은 1928년 움베르토 노빌레 구조 탐험과 1933년 SS 첼류스킨호 승무원 구조에 참여했다. 그는 1937년 최초의 유빙 기지 북극점-1로 비행을 수행했다. 1937~38년에는 시지스문트 레바네프스키 수색에 참여했다. 이름을 따서 명명: 바부시킨스키구 (모스크바), 바부시킨스카야 (모스크바 지하철). | Chelyuskin                                                          |
| Konstantin Badigin  | 콘스탄틴 바디긴 · (1910–1984) · 소련 해군 선장, 작가, 과학자, 소련 영웅 · (바디긴 왼쪽, 세도프의 기관사 D.G. 트로피모프 오른쪽)    | 1938년 바디긴은 얼음에 갇힌 쇄빙선 세도프의 선장이 되어 일종의 유빙 기지로 변모했다. 승무원의 대부분은 대피했지만, 블라디미르 비제를 포함한 15명의 선원과 과학자들은 배에 남아 812일 동안 귀중한 과학 연구를 수행했다. 노보시비르스크 제도에서 북극점을 가로질러 표류한 후, 그들은 마침내 1940년 쇄빙선 요셉 스탈린에 의해 그린란드와 스발바르 제도 사이에서 풀려났다. | Icebreaker Sedov                                                    |
| Baer                | 카를 에른스트 폰 베어* (1792–1876) 자연주의자, 발생학의 창시자                                                                     | 1830~40년 베어는 북극 기상학을 연구했다. 그는 러시아 북부에 관심을 가졌고 1837년 노바야제믈랴 제도를 탐험하며 표본을 수집했다. 다른 여행으로는 카스피해, 사프미, 노르웨이 노르카프 등이 있었다. 볼가강 탐험 후, 그는 베어의 법칙을 정립했는데, 이는 북반구에서는 침식이 주로 강의 오른쪽 강둑에서 발생하고, 남반구에서는 왼쪽 강둑에서 발생한다는 내용이다. 베어는 1845년 러시아 지리 학회의 창시자 중 한 명이었으며, 러시아 곤충학회의 공동 창시자이자 초대 회장이었다. | Library of the Russian Geographical Society                         |
| Baidukov            | 게오르기 바이두코프 · (1904–1994) · 군인이자 시험 비행사, 소련 영웅 · (1937년 바이두코프, 치칼로프, 벨랴코프)                      | 바이두코프는 여러 소련 장거리 비행에 참여했다. 1936년 발레리 치칼로프, 바이두코프, A.V. 벨랴코프는 ANT-25기를 타고 모스크바에서 북극점을 경유하여 오호츠크해의 치칼로프섬을 추적하기 위해 9,374 km를 56시간 20분 만에 비행했다. 1937년, 같은 ANT-25기를 타고 이들은 다시 모스크바에서 북극점을 경유하여 밴쿠버까지 8,504 km를 비행했는데, 이는 비행선이 아닌 비행기로 유럽과 북아메리카 사이를 횡단한 최초의 비행이었다. 이름을 따서 명명: 바이두코프섬. | Chkalov and Baydukov Islands                                        |
| Baranov             | 알렉산드르 바라노프^ (1746–1819) 상인, 식민지 행정관                                                                               | 바라노프는 1799년 러시아-아메리카 회사로 전환된 셸리호프-골리코프 회사의 수장으로 고용되었다. 그리하여 바라노프는 1799년부터 1818년까지 러시아령 아메리카의 초대 총독을 지냈다. 그는 북아메리카 북서부 해안 지역을 탐험하고 러시아 정교회 선교사들을 도왔으며 알래스카주 원주민과의 관계를 개선했다. 그는 중국, 하와이주는 물론 캘리포니아주와도 무역을 시작했으며, 그곳에 포트 로스를 설립했다. 이름을 따서 명명: 바라노프섬. | Fort Ross                                                           |
| Begichev            | 니키포르 베기체프 · (1874–1927) · 러시아 해군 장교 · (법의학 안면 복원)                                                            | 베기체프는 1900~03년 에두아르트 톨의 탐험대를 태운 선박 자랴호의 보선이었다. 1922년 노르웨이의 요청으로 베기체프는 로알 아문센의 1918년 탐험대인 모드호의 실종된 승무원 페테르 테셈과 파울 크누트센을 찾기 위한 소련 탐험대를 이끌었으나 실패했다(시신은 나중에 게오르기 뤼빈이 발견했다). 1923~24년 베기체프는 니콜라이 우르반체프와 함께 타이미르반도를 탐험했다. 이름을 따서 명명: 볼쇼이 베기체프섬, 말리 베기체프섬. | Begichev Islands                                                    |
| Beketov             | 표트르 베케토프* (c. 1600–c. 1661) 시베리아 카자크 보예보다 (치타, 자바이칼스키 변경주에 있는 기념비)                              | 베케토프는 원래 스트렐치였으나 1627년 이후 시베리아의 예니세이 보예보다로 임명되었다. 그는 자바이칼 부랴트인들로부터 세금을 징수하는 임무를 성공적으로 수행하여 부랴티야 공화국에 발을 들여놓은 최초의 러시아인이 되었다. 그는 그곳에 최초의 러시아 정착지인 뤼빈스키 오스트로그를 설립했다. 베케토프는 1631년 레나강으로 파견되어 1632년에 야쿠츠크를 설립했는데, 이는 동쪽, 남쪽, 북쪽으로 향하는 러시아의 추가 탐험의 출발점이 되었다. 그는 카자크인들을 보내 알단강과 콜리마강을 탐험하고, 새로운 요새를 건설하고, 세금을 징수하게 했다. 1652년에는 부랴티야로 또 다른 항해를 시작했고, 1653년 베케토프의 카자크인들은 치타를, 1654년에는 미래의 네르친스크를 설립했다. | A tower of Yakutsky ostrog                                          |
| Bekovich-Cherkassky | 알렉산드르 베코비치 체르카스키! (?–1717) 러시아군 장교                                                                             | 기독교로 개종한 체르케스인 무슬림인 베코비치-체르카스키는 차르 표트르 대제에 의해 1714~17년 히바 칸국과 옥수스강의 황금 모래를 정복하려는 목표로 중앙아시아로 향하는 최초의 러시아 군사 탐험대의 지도자로 임명되었다. 베코비치는 이 명령을 아스트라한에서 받았는데, 그곳에서 그는 카스피해의 첫 번째 러시아 지도를 준비하는 데 참여하고 있었다. 그는 투르크메니스탄으로 예비 탐험을 지휘하고 크라스노보츠크와 알렉산드로프스크에 요새를 세웠다. 1717년에 그는 히바 칸과의 전투에서 승리했지만, 칸에게 속아 병사들을 분산시켰고, 배신당하고 살해당했다. | Caspian Sea                                                         |
| Bellingshausen      | 파비안 고틀리프 폰 벨링스하우젠§ (1778–1852) 러시아 제독, 세계 일주 항해자, 지도 제작자                                            | 벨링스하우젠은 1803~06년 이반 크루젠슈테른 휘하의 나데즈다호에서 최초의 러시아 세계 일주에 참여했다. 그는 1819~21년 스스로 보스토크호에서 미하일 라자레프가 미르니호에 탑승한 채 또 다른 러시아 세계 일주를 이끌었다. 이 탐험대는 1820년 1월 28일 (새로운 양식) 남극 대륙을 최초로 발견했다. 그들은 또한 페테르 1세섬, 자보도프스키섬, 레스코프섬, 비소코이섬, 남극반도 본토 및 알렉산더섬 (알렉산더 해안)을 발견하고 명명했으며, 보스토크섬을 포함한 태평양의 열대 해역에서도 발견을 했다. 이름을 따서 명명: 벨링스하우젠섬 (대서양), 벨링스하우젠해, 벨링스하우젠 기지, 벨링스하우젠섬 (태평양), 파데이 제도, 벨링스하우젠판, 벨링스하우젠 분화구 (달), 3659 벨링스하우젠 (소행성). | Antarctica                                                          |
| Berg                | 레프 베르그! (1876–1950) 지리학자, 생물학자                                                                                        | 베르그는 발하시호와 이식쿨을 포함한 중앙아시아 호수의 깊이를 연구하고 결정했다. 그는 중앙아시아와 유럽 러시아의 어류학을 연구했다. 그는 도쿠차예프의 생물 군계와 기후학 교리를 발전시켰으며, 현재 상트페테르부르크 대학교의 지리학 학부인 지리 연구소의 창립자 중 한 명이었다. 1940~50년 베르그는 소비에트 지리학회의 회장이었다. | Balkhash Lake                                                       |
| Bering              | 비투스 베링^ (1681–1741) 러시아 해군 함장 겸 사령관                                                                                | 동인도 제도에서 돌아온 베링은 1703년 러시아 해군에 합류했다. 그는 북아시아를 탐험하기 위한 대북방 탐험의 주요 조직자가 되었다. 1725년 베링은 육로로 오호츠크로 가서 캄차카반도를 건너 스비아토이 가브리일호를 타고 베링해 해안선 약 3,500 km를 지도화하고 1728~29년에 베링 해협을 통과했다. 이후 이반 표도로프와 미하일 그보즈데프는 같은 스비아토이 가브리일호를 타고 1732년에 알래스카주 해안을 발견했다. 대규모 제2차 캄차카 탐험을 조직한 베링과 알렉세이 치리코프는 1740년 오호츠크에서 스비아토이 표트르호와 스비아토이 파벨호를 타고 항해하여 페트로파블롭스크캄차츠키를 설립하고 1741년에 북아메리카로 함께 향하다가 폭풍으로 헤어졌다. 베링은 알래스카 남부 해안을 발견하고 카약섬 근처에 상륙하여 알류샨 열도를 발견했다. 치리코프는 알렉산더 제도 근처에서 아메리카 해안을 발견하고 무사히 아시아로 돌아왔다. 그러나 베링은 병에 걸렸고 그의 배는 코만도르스키예 제도의 무인도인 베링섬으로 표류했다. 베링은 그곳에서 승무원 일부와 함께 사망했다. 나머지 승무원들은 스비아토이 표트르호의 잔해로 배를 만들어 페트로파블롭스크로 탈출했다. 이름을 따서 명명: 베링 해협, 베링해, 베링섬, 베링 빙하, 베링 육교, 베링기아. | A plaque in Danish Vitus Bering Park · Commander Islands and Alaska |
| Bilibin             | 유리 빌리빈 · (1901–1952) · 지질학자                                                                                               | 빌리빈은 1928년에 제1차 콜리마 탐험대를 이끌었고 1931~1932년에는 제2차 콜리마 탐험대를 조직했다. 탐험 결과 시베리아 북동부에서 금광이 발견되었다. 1934년, 광산 기술자 예브게니 보빈 (1897~1941)과 함께 빌리빈은 소련 정부가 파견한 탐험대 도중 소련 대륙의 마지막 미개척 지역인 유도마-마야 고지와 알단 고지, 그리고 세테-다반을 조사하고 지도화했다. 이름을 따서 명명: 빌리비노 (도시), 빌리빈스키 지역, 빌리빈스키테. | Bilibino                                                            |
|                     | 조셉 빌링스^ (c. 1758–1806) 영국 왕립 해군 및 러시아 해군 장교                                                                     | 이전에는 쿡 선장과 함께 항해했던 영국 장교였던 빌링스는 1785~95년에 북동항로를 찾기 위한 러시아 탐험대를 이끌었고, 가브릴 사리체프가 그의 부관이었다. 그들은 축치반도, 알래스카주 서해안, 알류샨 열도의 정확한 지도를 만들었다. 그들은 코디액섬에 상륙하여 프린스 윌리엄 해협 지역을 조사하고 알류샨 열도 원주민 인구 조사를 실시했다. 빌링스는 순록을 타고 축치반도를 건너 축치인에 대한 최초의 정교한 기술을 남겼다. 이름을 따서 명명: 빌링스곶, 빌링스 (축치 자치구). | Cape Billings                                                       |
| Brusilov            | 게오르기 브루실로프^ (1884–1914?) 러시아 해군 함장                                                                                 | 1910~11년 브루실로프는 쇄빙선 타이미르호와 바이가치호를 타고 축치해와 동시베리아해로 수문학 탐험에 참여했다. 1912~14년 그는 브리그 성 안나호를 타고 북극해 항로를 통해 대서양에서 태평양으로 항해하는 것을 목표로 하는 탐험대를 이끌었다. 성 안나호는 야말반도 서쪽에서 얼음에 갇혀 1913년 북극점으로 표류했다. 브루실로프는 병에 걸렸고 승무원 중 다수가 괴혈병으로 사망했다. 1914년 발레리안 알바노프 중위가 이끄는 한 그룹은 배를 버리고 표류하는 얼음 위를 걸어 남쪽으로 향했다. 알바노프와 알렉산드르 콘라트만이 제믈랴프란차이오시파 제도에 도착했고, 그곳에서 게오르기 세도프의 성 포카호에 의해 구조되었다. 성 안나호를 찾기 위한 노력은 성공하지 못했다. 브루실로프와 그의 배는 베니아민 카베린의 소설 두 선장의 원형 중 하나로, 가상의 성 마리아호가 성 안나호의 표류를 반복한다. | Kara Sea                                                            |
| Bulatovich          | 알렉산드르 불라토비치 · (1870–1919) · 러시아군 장교, 작가, 히에로몬크(안토니 부제 서품), 이먀슬라비에 지도자, 제1차 세계 대전 영웅 | 1897년 불라토비치는 아프리카의 러시아 적십자 사절단 일원으로, 그곳에서 네구스 메넬리크 2세의 신임을 얻고 이탈리아 및 남부 부족과의 전쟁에서 그의 군사 보좌관이 되었다. 그는 카파 지방 (불라토비치의 도움으로 메넬리크 2세가 정복함)에 대한 설명을 제공한 최초의 유럽인이었으며, 오모강 하구에 도달한 최초의 인물 중 한 명이었다. 불라토비치가 명명한 장소 중에는 니콜라이 2세 산맥이 있었다. 일프와 페트로프의 12개의 의자에 나오는 기괴한 스케마-후사르 알렉세이 불라노비치의 원형이다. 발렌틴 피쿨의 낙타 위의 후사르와 리처드 셀처의 영웅의 이름에 나오는 주인공이다. | Ethiopia                                                            |
| Bulatovich          | 파비안 벨링스하우젠 · (1878–1852) · 발트 독일계 러시아 제국 해군 장교, 지도 제작자 및 탐험가                                       | 남극의 발견자. 1819년 당국은 벨링스하우젠을 제1차 러시아 남극 탐험대의 지도자로 선정했는데, 이 탐험대는 남극해를 탐험하고 남극점 근처의 육지를 찾는 것을 목표로 했다. 보스토크("동쪽")라는 슬루프 전함과 미하일 라자레프가 이끄는 지원선 미르니("평화") 두 척의 배로, 1819년 6월 4일 크론슈타트에서 여정이 시작되었다. 벨링스하우젠과 라자레프는 대륙을 두 번이나 일주하는 데 성공했다. 이로써 그들은 남극 얼음 지역에서 육지를 찾는 것이 불가능하다는 쿡 선장의 주장을 반박했다. 이 탐험대는 또한 태평양의 열대 해역에서 발견과 관찰을 수행했다. | First Russian Antarctic Expedition 1819-1821                        |

### C
| 초상화      | 인물 | 업적 | 사진                                   |
| ----------- | --- | --- | -------------------------------------- |
| Chelyuskin  | 세묜 첼류스킨 · (c. 1700–1764) · 러시아 해군 장교 · (말리긴, D. 옵친, 첼류스킨, 하리톤 랍테프, 드미트리 랍테프 기념 주화에 | 첼류스킨은 1733~43년 대북방 탐험에 참여했다. 그는 바실리 프론치셰프와 하리톤 랍테프가 이끄는 그룹에서 활동했다. 1741년에는 하탕가강에서 퍄시나강까지 육로로 자신만의 항해를 이끌었다. 그는 타이미르반도 서부 해안선과 퍄시나강 및 예니세이강 하구를 탐험하고 기술했다. 1741~42년에는 투루한스크에서 하탕가강 하구까지 여행했으며, 동쪽의 파데이 곶에서 서쪽의 타이미라강 하구까지 타이미르반도 북부 해안선을 기술했다. 첼류스킨은 아시아의 최북단인 첼류스킨곶을 발견했다. 이름을 따서 명명: 첼류스킨곶, 첼류스킨반도, 첼류스킨섬, 첼류스킨 증기선.                                       | Cape Chelyuskin                        |
| Chersky     | 이반 체르스키* (1845–1892) 고생물학자, 지질학자, 지리학자                                                                  | 1월 봉기 참여로 자바이칼로 유배되었고 1883년에야 사면된 체르스키는 시베리아에서 독학으로 과학자가 되었다. 그는 사얀산맥, 이르쿠트강 계곡, 니즈냐야퉁구스카강으로 여행했다. 1877~81년 4차례의 탐험 동안 체르스키는 셀렝가강을 탐험했다. 그는 바이칼호의 기원을 설명하고, 그 해안의 첫 번째 지질도를 만들고, 동시베리아의 지질 구조를 기술했다. 그는 내아시아의 지구조론을 분석하고 지형학적 진화론을 개척했다. 그는 2,500개 이상의 고대 뼈를 수집했다. 1892년 그는 콜리마강, 야나강, 인디기르카강을 탐험했고 그곳에서 병으로 사망했다. 이름을 따서 명명: 체르스키산맥, 체르스키 (정착지).  | Selenga watershed                      |
| Chichagov   | 바실리 치차가고프 · (1726–1809) · 러시아 제독, 제1차 러시아-스웨덴 전쟁에서 발트 함대의 승리한 총사령관                    | 1764~66년 치차가고프는 미하일 로모노소프의 계획으로 대서양과 태평양 사이의 북극해 항로를 찾기 위한 두 차례의 탐험대를 이끌었다. 그는 스발바르 제도를 지나 1765년에는 북위 80°26', 1766년에는 북위 80°30'에 도달하여 귀중한 연구를 수행했지만, 두 탐험 모두 항로를 찾는 데 실패했다. 이름을 따서 명명: 치차가고프섬. | Barents and Baltic Seas                |
| Chikhachyov | 표트르 치하초프! (1808–1890) 자연주의자, 지질학자                                                                          | 1842년 치하초프는 알타이와 사얀산맥의 미지의 영토로 탐험대를 이끌었다. 그는 쿠즈네츠크 탄전을 발견하고 아바칸, 추강, 출리시만강의 발원지에 도달했으며 투바 공화국에 진입했다. 1845년에는 알타이산맥과 신장 위구르 자치구의 지질에 관한 주요 저술을 발표했다. 1848~63년에는 소아시아, 아르메니아, 쿠르디스탄, 동트라키아에서 8차례의 탐험대를 이끌었다. 1853~69년에는 콘스탄티노폴리스의 러시아 대사관 참사관으로 재직하면서 소아시아에 대한 대규모 연구를 수행했다. 1878년, 71세의 나이로 알제리와 튀니지를 방문했다. 그는 지리, 자연사, 동방 문제의 정치에 관한 많은 저술을 발표했다.    | Mountains of Central Asia · Asia Minor |
| Chilingarov | 아르투르 칠링가로프 · (born 1939) · 극지 과학자, 소비에트 연방영웅, 러시아의 영웅, 정치인                                  | 1969년 칠링가로프는 연구 기지 "북극점-19"의 책임자가 되었고, 1971년에는 제17차 소비에트 남극 탐험 기간 동안 벨링스하우젠 기지의 책임자가 되었다. 1985년 그는 남극해에서 얼음에 갇힌 연구선 미하일 소모프호를 성공적으로 구조하는 임무를 이끌었다. 러시아의 아르크티카 2007 탐험 중, 칠링가로프는 다른 나라의 탐험가들과 함께 북극점 아래 13,980피트 깊이의 해저로 내려가 MIR 잠수정을 이용하여 러시아의 국기를 꽂고 해저 토양 표본을 채취했다. 2008년에는 바이칼호 바닥 1마일까지 MIR 잠수정을 타고 내려간 탐험에 참여했다.                                                               | MIR submersible                        |
| Chirikov    | 알렉세이 치리코프^ (1703–1748) 러시아 해군 함장                                                                            | 1725~30년과 1733~43년에 치리코프는 제1차 및 제2차 캄차카 탐험 동안 비투스 베링의 부관이었다. 1741년 7월 15일, 성 바울호의 선장인 치리코프는 알렉산더 제도 근처의 북아메리카 북서 해안에 상륙한 최초의 유럽인이 되었다. 그 후 그는 알류샨 열도 일부를 발견했다. 1742년 치리코프는 베링의 실종된 배를 수색하는 동안 애투섬의 위치를 확인했다. 1746년 치리코프는 태평양 북부에서 러시아의 발견에 대한 최종 지도를 만드는 데 참여했다. 이름을 따서 명명: 치리코프섬. | Alexander Archipelago                  |
| Chkalov     | 발레리 치칼로프 · (1904–1938) · 군인이자 시험 비행사, 소련 영웅                                                            | 치칼로프는 여러 새로운 곡예비행 기법을 개발했다. 그는 여러 소련 장거리 비행에 참여했다. 1936년 치칼로프, 게오르기 바이두코프, A.V. 벨랴코프는 ANT-25기를 타고 모스크바에서 북극점을 경유하여 오호츠크해의 치칼로프섬을 추적하기 위해 9,374 km를 56시간 20분 만에 비행했다. 1937년, 같은 ANT-25기를 타고 이들은 다시 모스크바에서 북극점을 경유하여 밴쿠버까지 8,504 km를 비행했는데, 이는 비행선이 아닌 비행기로 유럽과 북아메리카 사이를 횡단한 최초의 비행이었다. 이름을 따서 명명: 치칼롭스크; 치칼로프섬, 치칼롭스카야역 (모스크바 지하철), 치칼롭스카야역 (상트페테르부르크 지하철). | ANT-25                                 |

### D
| 초상화    | 인물                                                        | 업적 | 사진                |
| --------- | ----------------------------------------------------------- | --- | ------------------- |
| Dezhnyov  | 세묜 데즈뇨프^ (c. 1605–1672) 시베리아 카자크 지도자        | 1643년 데즈뇨프와 미하일 스타두힌은 콜리마강을 발견하고 스레드네콜림스크를 설립했다. 페도트 알렉세예프 포포프는 동쪽으로 더 나아가는 탐험을 조직했고, 데즈뇨프는 한 코치의 선장이 되었다. 1648년 그들은 스레드네콜림스크에서 북극으로 항해했고 얼마 후 '거대한 바위 돌출부'를 돌아서 베링 해협을 통과하고 축치반도와 베링해를 발견한 최초의 인물이 되었다. 그들의 모든 코치와 대부분의 사람(포포프 자신 포함)은 폭풍과 원주민과의 충돌로 사망했다. 데즈뇨프가 이끄는 소그룹은 아나디르강 하구에 도착하여 1649년에 새로운 배를 잔해로 만들어 항해하여 아나디르스크를 설립했고, 스타두힌이 육로로 콜리마에서 와서 그들을 찾을 때까지 그곳에 고립되었다. 이름을 따서 명명: 데즈뇨프곶 (유라시아의 가장 동쪽 곶). | Bering Strait       |
| Dokuchaev | 바실리 도쿠차예프~ (1846–1903) 지리학자, 지질학자, 토양학자 | 도쿠차예프는 유럽 러시아의 토양과 지질을 연구하기 위해 수많은 탐험을 이끌었다. 러시아 토양에 대한 오랜 연구 결과, 그는 현대 토양학을 창시하고 생물 군계의 개념을 발전시켰으며 토양 생산성을 향상시키는 방법을 제안했다. 이름을 따서 명명: 도쿠차예프스크. | Global soil regions |

### E
| 초상화    | 인물                                                                | 업적 | 사진                          |
| --------- | ------------------------------------------------------------------- | --- | ----------------------------- |
| Etholén   | 아르비드 아돌프 에톨렌^ (1799–1876) 러시아 해군 장교, 식민지 행정관 | 에톨렌은 바실리 골로브닌과 함께 캄차카호를 타고 알래스카주로 항해했으며, 러시아-아메리카 회사에 입사했다. 그는 1822~24년 알류샨 열도를 조사한 그룹의 일원이었다. 1833년에는 알래스카만을 탐험했다. 에톨렌은 1840~45년 러시아령 아메리카 총독이었으며, 알래스카와 베링해를 계속 탐험했다. 이름을 따서 명명: 에톨렌섬, 에톨렌 해협.                                            | Aleutian Islands              |
| Eversmann | 에두아르트 에버스만! (1794–1860) 자연주의자                         | 1820년 에버스만은 상인으로 위장하고 부하라로 여행했으며, 1825년에는 군사 탐험대와 함께 히바로 여행했다. 1828년 카잔 대학교에서 동물학 및 식물학 교수가 되었다. 그는 수많은 저술을 발표했으며, 볼가강과 우랄산맥 사이의 러시아 남동부 스텝 지역의 동식물 연구를 개척했다. 이름을 따서 명명: 에버스만의 검은붉은꼬리, 에버스만의 파르나시안, 에버스만의 시골뜨기 및 기타 종들. | Walls of Itchan Kala in Khiva |

### F
| 초상화    | 인물 | 업적 | 사진                      |
| --------- | --- | --- | ------------------------- |
| Fedchenko | 알렉세이 페드첸코! (1844–1873) 자연주의자                                                                                  | 1868년 페드첸코는 사마르칸트, 판즈켄트, 자라프샨강 상류 계곡을 포함한 튀르키스탄을 여행했다. 1870년에는 자라프샨강 남쪽의 판 산맥을 탐험했다. 1871년에는 다루트-코르간의 알라이 계곡에 도달하여 북부 파미르고원을 탐험했으나 남쪽으로 진입할 수 없었다. 그는 프랑스 탐험 여행 중 몽블랑산에서 사망했다. 이름을 따서 명명: 페드첸코 빙하, 3195 페드첸코 (소행성). | Pamir Mountains           |
| Fersman   | 알렉산드르 페르스만~ (1883–1945) 지질학자, 지구화학자                                                                      | 페르스만은 지구의 화학적 구성에 대한 과학인 지구화학을 창시했다. 그는 크림반도, 콜라반도, 우랄산맥에서 수많은 탐험을 이끌었다. 그는 몬체고르스크에서 구리와 니켈을, 히비니에서 인회석 광상(鑛床)을, 중앙아시아에서 황을 발견했다. 이름을 따서 명명: 페르스만 광물학 박물관, 페르스만 분화구 (달). | Khibiny Mountains         |
|           | 이반 표도로프^ (?–1733) 러시아 해군 장교                                                                                   | 표도로프는 1725~30년 비투스 베링의 제1차 캄차카반도 탐험에 참여했다. 1732년 표도로프와 지도학자 미하일 그보즈데프는 스비아토이 가브리일호(베링의 배)를 타고 아시아의 최동단인 데즈뇨프곶으로 항해했다. 그곳에서 동쪽으로 항해하여 곧 북아메리카의 최서단인 프린스오브웨일스곶 근처의 알래스카주 본토를 발견했다. 그들은 알래스카 북서 해안선을 지도화했다. 이로써 표도로프와 그보즈데프는 세묜 데즈뇨프와 페도트 포포프가 시작하고 베링이 계속했던 베링 해협의 발견을 완료했다. 그들의 탐험은 또한 이전에 알려지지 않은 세 개의 섬을 발견했다. | Cape Prince of Wales area |
| Furuhjelm | 요한 함푸스 푸루셸름^ (1821–1909) 러시아 제독, 러시아 극동, 타간로크, 러시아령 아메리카의 총독 (사진에는 아내 안나와 함께) | 1850년 푸루셸름은 노보아르항겔스크 항구 (현재 싯카, 알래스카주)의 사령관이 되었고 1854년에는 아얀 항구의 사령관이 되었다. 1858~64년 그는 러시아령 아메리카의 총독이었다. 그는 원주민과의 관계를 개선했으며, 한때 콜럼버스와 유사한 달의 식(蝕) 속임수를 사용하여 인디언들에게 깊은 인상을 주기도 했다. 1865~72년 푸루셸름은 프리모르스키 변경주의 군정관이자 태평양의 러시아 항구 책임자로 재직하면서 지역 전체의 발전과 탐험에 크게 기여했다. 이름을 따서 명명: 푸루헬름산, 푸루겔름섬.                                                       | Russian America           |

### G
| 초상화                  | 인물                                                                               | 업적 | 사진                              |
| ----------------------- | ---------------------------------------------------------------------------------- | --- | --------------------------------- |
| Gagarin                 | 유리 가가린 (1934–1968) 소련 공군 조종사, 우주비행사, 소비에트 연방영웅            | 1961년 4월 12일, 가가린은 보스토크 3KA-3 (보스토크 1호)를 타고 궤도에 진입하여 우주로 여행한 최초의 인간이 되었다. 이름을 따서 명명: 가가린 (러시아) (러시아), 가가린 (아르메니아) (아르메니아), 가가린스키 (인구 거주 지역), 가가린스키 지구, 가가린스카야 지하철역, 가가린 분화구 (달), 소행성 1772 가가린, 코스모나우트 유리 가가린 (선박), 가가린 발사대, 가가린 우주인 훈련 센터, 가가린 공군 아카데미, 가가린 컵; 우주 비행의 날 즉 유리스 나이트는 가가린의 비행을 매년 4월 12일에 기념한다.                                                                                              |                                   |
|                         | 야코프 가켈 · (1901–1965) · 해양학자                                               | 가켈은 북극 및 남극 연구소의 지리학 부서 책임자였다. 그는 1932년 쇄빙선 시비랴코프호와 1934년 첼류스킨호를 포함하여 수많은 북극 탐험에 참여했다. 그는 북극해의 최초 수심 측정 지도를 만든 인물이다. 이름을 따서 명명: 가켈 해령. | Arctic Ocean                      |
|                         | 마트베이 게덴스트롬 · (1780–1845) · 공무원, 과학자                                 | 게덴스트롬은 탈린 세관에서의 밀수 사건과 관련하여 시베리아에서 복무하도록 파견되었다. 1809~10년에 그는 야코프 산니코프와 함께 야쿠티아의 북극 해안을 탐험하는 지도 제작 탐험을 이끌었다. 그들은 노보시비르스크 제도를 탐험하고 명명했다(이전에 야코프 페르먀코프가 발견함). 이 탐험은 코텔니섬 북서쪽에 전설적인 산니코프 지대가 존재한다는 이론을 확립했다. 게덴스트롬은 야나강과 콜리마강 사이의 해안선에 시베리아 폴리냐 (유빙과 대륙 육빙 가장자리의 열린 물 부분)의 존재를 발견했다. 그는 야쿠티아와 바이칼호 동쪽 지역을 여러 차례 여행했다.                                               | New Siberia                       |
| Georgi                  | 요한 고틀리프 게오르기* (1729–1802) 지리학자, 자연주의자, 민족지학자, 의사, 화학자 | 게오르기는 요한 페터 팔크와 페터 지몬 팔라스를 각각 유럽 러시아와 시베리아를 통한 여정에 동행했다. 1772년 그는 바이칼호를 지도화하고 오물 물고기는 물론 바이칼 지역의 다른 동식물을 처음으로 기술했다. 그는 많은 광물 컬렉션을 모았고 1776~80년에 러시아 원주민의 민족지학에 대한 최초의 포괄적인 저술을 발표했다. 이름을 따서 명명: 조지아 꽃. | Omul fish                         |
| Gmelin                  | 요한 게오르크 그멜린* (1709–1755) 자연주의자, 식물학자, 지리학자                   | 1733~43년 그멜린은 대북방 탐험에 참여하여 시베리아를 여러 차례 여행했으며, 총 34,000 km 이상을 이동했다. 그는 카스피해가 해수면보다 아래에 있다는 것을 발견했다. 그는 러시아 여행과 시베리아 식물상에 관한 두 가지 주요 저술을 발표했으며, 이전에 알려지지 않은 500종 이상의 식물을 기술했다. 이름을 따서 명명: 그멜리나 및 시베리아잎갈나무 식물 속. | Gmelina plant                     |
| Golovnin                | 바실리 골로브닌^ (1776–1831) 러시아 제독, 세계 일주 항해자                         | 골로브닌은 슬루프 디아나(1807~09)와 프리깃함 캄차카호(1817~19)로 두 차례의 세계 일주를 했다. 1811년 그는 쿠릴 열도의 일부를 기술하고 지도화했다. 그 당시 그는 일본인에게 2년 동안 포로로 잡혔다. 그는 자신의 포로 생활, 일본에서의 삶, 그리고 세계 일주를 책으로 기술했다. 나중에 그는 러시아 해군의 총 병참감이 되었고 최초의 러시아 증기선 건조를 감독했다. 그는 프리드리히 폰 뤼트케, 페르디난트 폰 브란겔 및 다른 선원들을 가르쳤다. 이름을 따서 명명: 골로빈 (알래스카). | Golovnin's circumnavigations      |
| Gromchevsky             | 브로니슬라프 그롬체프스키! (1855–1926) 러시아군 장교                               | 그롬체프스키는 러시아의 중앙아시아 정복에 참여했으며 주변 지역의 정찰 탐험을 이끌었다. 1885~86년 그는 카슈가르시와 톈산산맥을 탐험했다. 1888~89년 그는 파미르고원, 카피리스탄, 카슈미르, 티베트 북서부를 탐험하고 영국령 인도까지 갔다. 그는 영국의 군사 탐험가 프랜시스 영허스밴드의 러시아 counterpart로 여겨진다. 이 두 그레이트 게임의 라이벌은 1889년 훈자 계곡을 탐험하던 중 유명하게 만났다. 1900년 그롬체프스키는 중국 북동부를 탐험했다. | Kashmir region                    |
| Grigory Grum-Grshimailo | 그리고리 그룸-그르지마일로! (1860–1936) 동물학자, 곤충학자, 민족지학자, 지리학자   | 1884년 그룸-그르지마일로는 첫 파미르 탐험을 시작하여 알라이산맥을 탐험하고 카라쿨호까지 도달했다. 1885~87년에는 실크로드, 차티르쿨호, 카슈가르시에 이르기까지 중앙아시아 전역을 광범위하게 여행했다. 1889~90년 그는 해수면 아래 130m로 지구상에서 두 번째로 낮은 육지 지점인 아이딩호를 발견했다. 그는 8,600 km의 여행 동안 프르제발스키말 두 마리, 1,000점 이상의 조류 표본, 수만 마리의 곤충을 얻었다. 1903년에는 몽골과 투바 공화국을 탐험했고 나중에는 극동 지역을 여행했다. | Stele at the Ayding Lake          |
|                         | 미하일 그보즈데프^ (1700/04–after 1759) 군사 지구측정사                            | 그보즈데프는 비투스 베링의 제1차 캄차카반도 탐험에 참여했다. 1732년 그는 이반 표도로프와 함께 스비아토이 가브리일호(베링의 배)를 타고 데즈뇨프곶 (아시아의 최동단)에 도달하여 동쪽으로 항해했고 곧 프린스오브웨일스곶 (북아메리카의 최서단) 근처의 알래스카주 본토를 발견했다. 그들은 알래스카 해안의 그 부분을 지도화하고 세 개의 새로운 섬을 발견했다. 이로써 그들은 세묜 데즈뇨프와 페도트 포포프가 시작하고 베링이 계속했던 베링 해협의 발견을 완료했다. 이어서 1741~42년에 그보즈데프는 대북방 탐험에 참여하여 오호츠크해 서부 및 남부 해안선의 대부분과 사할린섬 동부 해안선을 지도화했다. | Sea of Okhotsk, Kamchatka, Alaska |

### H
| 초상화      | 인물                                                                                    | 업적 | 사진                            |
| ----------- | --------------------------------------------------------------------------------------- | --- | ------------------------------- |
| Hagemeister | 루드비히 폰 하게마이스터^ (1780–1833) 러시아 해군 함장, 식민지 행정관, 세계 일주 항해자 | 나폴레옹 전쟁에 참전한 후, 1806~07년 하게마이스터는 리샨스키의 이전 배였던 네바호의 선장으로 알래스카주로 항해했다. 1808~09년에는 알래스카 해안과 북태평양 해역을 탐험했다. 1812~15년에는 바이칼호에서 항해할 최초의 대형 선박 건조를 감독했다. 1816~19년에는 쿠투조프호를 타고 알래스카에 정박하여 러시아령 아메리카의 총독으로 재직하면서 세계 일주를 했다. 1828~29년, 하게마이스터는 코로트키호를 타고 두 번째 세계 일주를 했으며, 마셜 제도의 멘시코프 환초 (콸레진) 등 여러 섬을 조사했다. 이름을 따서 명명: 하게마이스터섬. | Hagemeister's circumnavigations |

### I
| 초상화 | 인물                                                       | 업적 | 사진                       |
| ------ | ---------------------------------------------------------- | --- | -------------------------- |
|        | 쿠르바트 이바노프* (?–1666) 시베리아 카자크 보예보다       | 1642년, 이바노프는 이반 모스크비틴의 탐험을 바탕으로 러시아 극동의 가장 초기에 알려진 지도를 만들었다. 1643년 그는 카자크 그룹과 함께 베르홀렌스키 오스트로그에서 레나강을 따라 남쪽에 큰 수역이 있다는 소문을 확인하기 위해 항해했다. 그들은 바이칼산맥을 걸어서 넘어 사르마강을 따라 내려가 바이칼호를 발견하고 올혼섬을 방문했다. 이바노프는 바이칼호의 첫 번째 해도와 설명을 만들었다. 1659~65년 이바노프는 세묜 데즈뇨프에 이어 아나디르스크 오스트로그의 다음 수장이었다. 1660년 그는 아나디르만에서 데즈뇨프곶까지 항해했다. 그는 축치반도와 베링 해협의 초기 지도를 만든 것으로 알려져 있으며, 이 지도는 아직 발견되지 않은 브란겔섬, 다이오미드 제도 두 섬, 알래스카주를 (개략적으로) 종이에 보여준 최초의 지도였다. | Lena River and Lake Baikal |
|        | 게라심 이즈마일로프^ (c. 1745–after 1795) 러시아 해군 장교 | 1771년 이즈마일로프는 캄차카반도에서 복무 중 베네브스키 반란에 휘말렸다. 반란군에서 벗어나려다 쿠릴 열도의 무인도인 시무시르섬에 고립되었다. 그는 로빈슨 크루소처럼 1년을 살다가 구조되었고, 반란 혐의로 재판을 받았으나 무죄로 풀려났다. 1775년부터 그는 알류샨 열도의 첫 상세 지도를 만들었다. 1778년 그는 우날라스카에서 쿡 선장을 만났다. 1783~85년 이즈마일로프와 그리고리 셸리호프는 코디액섬의 스리 세인츠 만에 북아메리카 최초의 영구적인 러시아 정착지를 건설했다. 1789년 이즈마일로프는 키나이반도를 탐험하고 지도화한 최초의 인물이 되었다. 나중에 그는 알렉산드르 바라노프가 틀링기트족 원주민과 싸우는 것을 돕고 세인트폴섬 (알래스카)에서 실종된 러시아 선박 승무원들을 구했다.                                 | Aleutian Islands           |

### J
| 초상화 | 인물                                         | 업적 | 사진        |
| ------ | -------------------------------------------- | --- | ----------- |
| Junker | 빌헬름 융커 · (1840–1892) · 의사, 민족지학자 | 모스크바 은행가의 부유한 가정에서 태어난 융커는 많은 여행을 했다. 그는 1875~86년에 하르툼과 라도를 기지로 삼아 동아프리카와 적도 아프리카를 대규모로 탐험했다. 그는 나이암-나이암의 잔데족을 포함한 아프리카인들을 연구하고 식물 및 동물 표본을 수집했다. 그는 콩고-나일 분수령을 탐험하여 우엘레강과 우방기강의 동일성을 확립했다. 마흐디스트 봉기로 인해 그는 수단을 통해 유럽으로 돌아갈 수 없었고, 1884~86년에 남쪽으로 가서 우간다와 타보라를 거쳐 잔지바르에 도착한 후 마침내 상트페테르부르크로 돌아왔다. | Congo basin |

### K
| 초상화            | 인물 | 업적 | 사진                                                   |
| ----------------- | --- | --- | ------------------------------------------------------ |
| Kalvitsa          | 오토 칼비차 · (1888–1930) · 비행사, 극지 탐험가                                                                         | 핀란드 태생의 비행사이자 소련 북극 항공의 선구자 중 한 명이다. 그는 노바야제믈랴 제도의 세베르니섬과 유즈니섬 사이의 마토치킨 해협 해역을 탐험하여 북극해 항로를 위한 선박 항로를 조사했다. 칼비차는 게오르기 우샤코프의 브란겔섬 탐험에도 참여했다. 이름을 따서 명명: 칼비차. | Matochkin Strait                                       |
| Khabarov monument | 예로페이 하바로프* (1603–after 1671) 시베리아 카자크 지도자                                                             | 상인 스트로가노프가의 관리자였던 하바로프는 시베리아로 가서 1641년 레나강에 염전을 세웠다. 1649~50년 그는 바실리 포야르코프에 이어 두 번째로 아무르강을 탐험했다. 올료크마강, 퉁구르강, 실카강을 통해 아무르강 (다우리아)에 도달했고, 야쿠츠크로 돌아온 후 더 큰 병력을 이끌고 아무르강으로 돌아와 러시아-만주 국경 분쟁에 참여했다. 그는 알바진에 겨울 숙영지를 건설한 후 아무르강을 따라 내려가 현재의 하바롭스크 전신인 아찬스크를 발견했으며, 도중에 다우리아 만주 중국 및 한국인의 대규모 군대를 격파하거나 회피했다. 그는 아무르강 초안에서 아무르강을 지도화했다. 이름을 따서 명명: 하바롭스크. | Amur basin                                             |
| Klenova           | 마리아 클레노바§ (1898–1976) 해양 지질학자                                                                              | 클레노바는 해양지질학의 창시자 중 한 명이다. 그녀는 1925년 소련 연구선 페르세이호를 타고 바렌츠해에서 경력을 시작했으며, 노바야제믈랴 제도, 스피츠베르겐섬, 제믈랴프란차이오시파 제도를 방문했다. 1933년 클레노바는 바렌츠해의 첫 완전한 해저 지도를 만들었다. 이후의 작업에는 대서양과 남극의 해저 지질 연구, 그리고 카스피해와 백해의 연구가 포함되었다. 그녀는 남극을 탐험한 초기 여성 탐험가 중 한 명이었다. | Barents Sea                                            |
| Kolchak           | 알렉산드르 콜차크^ (1874–1920) 러시아 제독, 러일 전쟁, 제1차 세계 대전, 러시아 내전의 영웅, 러시아 백군 지도자 중 한 명 | 콜차크는 1900년 에두아르트 톨의 탐험대에 수문학자로 자랴호에 합류했다. 그는 두 차례 더 북극 탐험에 참여하여 타이미르반도 해안을 탐험했다. 그는 "극지 콜차크"라는 별명을 얻었다. 그는 북극 얼음에 관한 여러 중요한 저술을 발표했다. 이름을 따서 명명: 콜차크섬. | Kolchak Island                                         |
| Kolomeitsev       | 니콜라이 콜로메이체프^ (1867–1944) 러시아 제독, 러일 전쟁의 영웅                                                        | 몇 차례 북극 탐험 후, 콜로메이체프는 1900년 러시아 극지 탐험 동안 에두아르트 톨의 배 자랴호의 사령관이 되었다. 그들은 노보시비르스크 제도 북쪽 지역을 탐험하고 산니코프 지대를 찾는 것을 목표로 했다. 콜로메이체프와 톨 사이에 승무원 대우 문제로 의견 차이가 있었고, 마침내 표도르 마티센이 선장이 되었으며, 콜로메이체프는 스테판 라스토르구예프와 함께 석탄 보급소를 조직하고 본토로 우편물을 운반하는 임무를 맡았다. 그들은 타이미르반도를 가로지르는 800 km의 썰매 여행에서 여러 발견을 했다. 이름을 따서 명명: 콜로메이체프 제도. | Zarya ship                                             |
| Konyukhov         | 표도르 코뉴호프§ (born 1951) 요트 선장, 여행가, 화가, 작가, 정교회 사제                                                 | 코뉴호프는 40개 이상의 독특한 여행과 등반을 통해 자신의 세계관을 3000점 이상의 그림과 9권의 책으로 표현했다. 그는 단일 노젓기 배로 대서양을 46일 만에 횡단하는 기록을 세웠다. 그는 또한 그린란드 횡단 개썰매 여행에서 800 km를 15일 22시간 만에 횡단하는 기록을 세웠다. 그는 삼극점 챌린지와 탐험가 그랜드 슬램을 완수한 최초의 러시아인이었다. 그는 북극점 (3회), 남극점, 북극해의 도달불능극, 알피니스트의 극점인 에베레스트산, 요트맨의 극점인 혼곶 등 지구의 다섯 극단적인 지리극에 도달한 세계 최초이자 현재까지 유일한 인물이다. 그는 2008년 남극 단독 요트 세계 일주 기록을 세웠다(102일). | The Seven Summits                                      |
|                   | 니콜라이 코르제네프스키! (1879–1958) 러시아군 장교, 지리학자, 빙하학자                                                  | 1903~28년 코르제네프스키는 파미르고원을 탐험하기 위해 11차례의 탐험을 조직했다. 그는 파미르고원에서 여러 빙하와 가장 높은 봉우리들을 발견했으며, 그중에는 그의 아내 예브게니야의 이름을 딴 코르제네프스카야봉도 포함된다. 그는 소련 과학 아카데미를 기리는 의미로 과학 아카데미 산맥을 발견하고 명명했으며, 중앙아시아의 모든 빙하 목록을 작성했는데, 그중 70개는 그가 직접 발견한 것이다. |                                                        |
| Kotzebue          | 오토 폰 코체부^ (1787–1846) 러시아 해군 함장, 세계 일주 항해자                                                          | 코체부는 1803~06년 이반 크루젠슈테른과 함께 최초의 러시아 세계 일주에 동행했다. 브리그 류리크호를 타고 1815~18년 또 다른 러시아 세계 일주를 이끌었다. 그는 태평양에서 로만조프 제도, 류리크 제도, 크루젠슈테른 제도를 발견한 후 알래스카주로 이동하여 코체부 해협과 크루젠슈테른곶을 발견하고 명명했다. 남쪽으로 돌아오면서 새해섬을 발견했다. 1823~26년 그는 슬루프 "엔터프라이즈"를 타고 또 다른 세계 일주를 하며 더 많은 발견을 했다. 이름을 따서 명명: 코체부 해협, 코체부 (알래스카주). | Kotzebue's circumnavigations                           |
| Kozlov            | 표트르 코즐로프! (1863–1935) 러시아군 장교                                                                              | 코즐로프는 니콜라이 프르제발스키와 함께 중앙아시아 여행을 시작했으며, 멘토의 사망 후 그의 작업을 계속했다. 1899년부터 1901년까지 그는 황하, 장강, 메콩강 상류를 탐험했다. 그는 그레이트 게임의 역사적 절정기인 신장 위구르 자치구의 가장 뛰어난 연구자로서 스벤 헤딘과 아우렐 스타인에 필적했다. 1907년 그는 우르가에서 달라이 라마를 방문했다. 1907~09년 코즐로프는 고비 사막을 탐험하고 고대 탕구트 도시인 하라-호토의 유적을 발견했다. 그는 유적지를 발굴하여 서하어로 된 2,000권 이상의 책을 발굴했다. 1923~26년 그는 몽골과 티베트를 탐험하고 노인 울라에서 전례 없는 수의 흉노 왕실 무덤을 발견했다. | A silk painting from Khara-Khoto                       |
| Krasheninnikov    | 스테판 크라셰닌니코프* (1711–1755) 자연주의자, 지리학자                                                                 | 크라셰닌니코프는 미하일 로모노소프의 동급생이었다. 크라셰닌니코프는 1733~36년 시베리아를 여행한 후 1737~41년 제2차 캄차카 탐험 동안 캄차카반도를 여행했다. 그는 자신의 저서 '캄차카반도 땅의 기록'에서 캄차카반도에 대한 최초의 완전한 기술을 제공했으며, 이 지역의 식물과 동물, 그리고 원주민인 이텔멘족과 코랴크인의 언어와 문화에 대한 상세한 보고서를 담았다. 이름을 따서 명명: 크라셰닌니코비아 및 기타 종. | Volcano drawing by Krasheninnikov                      |
|                   | 표트르 크레니친^ (1728–1770) 러시아 해군 함장                                                                           | 1766~70년 크레니친은 예카테리나 대제의 명령에 따라 미하일 레바쇼프와 함께 북태평양으로 "비밀" 탐험대를 이끌었다. 그들은 알류샨 열도와 알래스카주 해안 일부를 탐험하여 우날라스카에서 좋은 피난처와 알래스카 해안의 많은 지형을 발견했다. 크레니친은 캄차카강에서 익사하여 사망했다. 그의 탐험을 바탕으로 알류샨 열도의 첫 번째 일반 지도가 만들어졌다. 이름을 따서 명명: 크레니친 제도. | Alaska and the Aleutians                               |
| Krikalev          | 세르게이 크리칼료프$ (born 1958) 우주비행사 및 기계공학자, 소비에트 연방영웅, 러시아의 영웅                             | 크리칼료프는 6차례의 우주 비행 동안 우주에서 총 803일 9시간 39분이라는 기록적인 최장 연속 우주 비행을 했다. 소련 우주 비행사로서 그는 1988년 소유스 TM-7호를 타고 우주로 갔다가 돌아왔고, 1991년에는 소유스 TM-12호를 타고 발사되어 두 차례 모두 소련 우주정거장 미르에서 근무했다. "소련의 마지막 시민"인 크리칼료프는 1992년 소유스 TM-13호를 타고 지구로 귀환하여 러시아 우주 비행사가 되었다. 그는 1994년 STS-60 임무를 통해 미르로 향하는 미국 우주왕복선을 타고 여행한 최초의 러시아인이 되었고, 이어서 1994년 STS-88호 비행을 했는데, 이는 국제우주정거장으로 향하는 최초의 우주왕복선 임무였다. 그는 2000년 소유스 TM-31호를 타고 다시 국제우주정거장으로 여행했고 2001년 STS-102호를 타고 귀환했다. 2005년에는 소유스 TMA-6호를 타고 다시 국제우주정거장으로 갔다가 돌아왔다. | Mir space station                                      |
| Kropotkin         | 표트르 크로폿킨* (1842–1921) 러시아군 장교, 지리학자, 동물학자, 아나키스트 혁명가                                       | 시베리아에서 복무하는 동안, 1864년 크로폿킨은 북 만주를 자바이칼에서 아무르강까지 횡단하는 측량 탐험을 이끌었다. 그 후 그는 송화강을 거슬러 중앙 만주로 진입하는 탐험에 참여하여 귀중한 지리적 성과를 거두었다. 1871년 그는 핀란드와 스웨덴의 빙하 퇴적물을 탐험했다. 그는 아시아 지리에 관한 여러 중요한 저술을 발표했다. 이름을 따서 명명: 크로폿킨 (크라스노다르 지방), 크로폿킨스카야. | Manchuria                                              |
| Krusenstern       | 아담 요한 폰 크루젠슈테른^ (1770–1846) 러시아 제독, 세계 일주 항해자, 지리학자                                          | 1803~06년, 알렉산드르 1세와 니콜라이 루먄체프의 후원 아래 크루젠슈테른은 나데즈다호를 타고 유리 리샨스키가 네바호에 탑승한 채 세계 최초의 러시아 세계 일주를 이끌었다. 탐험의 목적은 중국과 일본과의 무역을 확립하고 가능한 식민지를 위해 캘리포니아주를 조사하는 것이었다. 그들은 크론시타트에서 항해를 시작하여 혼곶을 돌아 북태평양에 도달하여 여러 발견을 했다. 크루젠슈테른은 태평양 지도를 만들었고, 이 공로로 러시아 과학 아카데미의 명예 회원으로 임명되었다. 이름을 따서 명명: 크루젠슈테른 제도, 크루젠슈테른곶, 크루젠슈테른 (선박), 크루젠슈테른 (분화구). | A coin dedicated to the First Russian Circumnavigation |
| Kuchin            | 알렉산드르 쿠친 · (1888–1913?) · 러시아 해군 함장, 해양학자                                                             | 쿠친의 삶은 노르웨이와 뗄 수 없었다. 그는 노르웨이 선박의 선원으로 시작하여 소규모 러시아-노르웨이어 사전을 만들었고, 뵤른 헬란드-한센에게서 해양학을 배웠으며, 아문센의 남극점 원정 동안 프람호에서 해양학 연구를 수행했고, 그때 남극 땅에 발을 디딘 최초의 러시아인이 되었다. 또한 노르웨이인 아슬라우그 폴슨과 결혼했다. 1912~13년 그는 블라디미르 루사노프의 스발바르 제도 탐험에서 헤르쿨레스호의 선장이었다. 스발바르 제도의 석탄 매장량에 대한 성공적인 연구 후, 러시아 당국과의 협의 없이 북극해 항로를 통해 태평양으로 가려는 무모한 시도를 했고, 카라해에서 실종되었다. 헤르쿨레스호의 유물은 콜로소비흐 제도 근처에서 발견되었다. | Svalbard                                               |

### L
| 초상화                            | 인물 | 업적 | 사진                                           |
| --------------------------------- | --- | --- | ---------------------------------------------- |
| Langsdorf                         | 게오르크 폰 랑스도르프 · (1774–1852) · 의사, 자연주의자, 러시아 리우데자네이루 총영사                                                                                | 랑스도르프는 1803~05년 최초의 러시아 세계 일주에 자연주의자이자 의사로 참여했다. 그는 1805~07년 알류샨 열도, 싯카, 코디액섬을 독자적으로 탐험했다. 1813년 그는 브라질 리우데자네이루의 러시아 영사 총괄이 되었다. 그곳에서 그는 1813~20년 프랑스 자연주의자 오귀스탱 생-일레르와 함께 미나스제라이스주의 동식물과 지리를 탐험했다. 1821~22년에는 상파울루에서 파라까지 수로를 통해 아마존강 열대우림을 탐험하는 과학 탐험을 이끌었으며, 국제 과학자 팀이 동행했다. 1826~29년 그는 포르투펠리스에서 아마존강까지 6,000 km의 탐험을 이끌었으며, 현재 쿤스트카메라에 보관된 방대한 과학 컬렉션을 수집했다. | Minas Gerais province in Brazil                |
| D.Laptev on a commemorative coin  | 드미트리 랍테프 · (1701–1771) · 러시아 제독 · (말리긴, 옵친, 첼류스킨, 하리톤 랍테프, 드미트리 랍테프 기념 주화에)                                                   | 하리톤 랍테프의 사촌인 드미트리 랍테프는 1739~42년 대북방 탐험의 한 파티를 이끌었다. 그는 레나강 하구에서 콜리마강 하구 동쪽의 볼쇼이 바라노프 곶까지의 해안선, 아나디르강의 분지 및 하구, 아나디르 요새에서 펜진만까지의 육로를 기술했다. 1741~42년, 랍테프는 볼쇼이 아니위강을 조사했다. 이름을 따서 명명: 랍테프해. | Laptev Sea                                     |
| Kh.Laptev on a commemorative coin | 하리톤 랍테프 · (1700–1763) · 러시아 해군 장교 · (말리긴, 옵친, 첼류스킨, 하리톤 랍테프, 드미트리 랍테프 기념 주화에)                                                | 드미트리 랍테프의 사촌인 하리톤 랍테프는 1739~42년 대북방 탐험의 한 파티를 이끌었다. 세묜 첼류스킨, N. 체킨, G. 메드베데프와 함께 랍테프는 하탕가강 하구에서 퍄시나강 하구까지의 타이미르반도를 기술하고 여러 섬을 발견했다. 그는 "시베리아와 캄차카반도 해안의 일반 지도" 제작에 참여했다. 이름을 따서 명명: 랍테프해. | Taimyr Peninsula                               |
| A.Laxman                          | 아담 락스만^ (1766–1806?) 러시아군 장교, 외교관 | 키릴 락스만의 아들인 아담 락스만은 1791~92년 일본에 외교 사절단을 이끌었으며, 다이코쿠야 코다유와 또 다른 일본 난파선을 도쿠가와 막부로부터 무역 양보를 얻는 대가로 돌려보내는 것을 목표로 했다. 그는 귀중한 관찰을 했으나 본질적으로 빈손으로 러시아로 돌아왔지만, 중국이나 네덜란스 이외의 국가에 매우 제한적인 무역 허가를 부여하는 최초의 공식 일본 문서를 얻었을 수도 있다. | Map of Japan by Daikokuya Kōdayū               |
|                                   | 키릴 락스만* (1737–1796) 성직자, 자연주의자 | 키릴 락스만은 처음에는 상트페테르부르크에서, 그 다음에는 시베리아의 바르나울 마을에서 사제가 되었다. 1764~68년 그는 시베리아를 탐험하여 이르쿠츠크, 바이칼호, 캬흐타, 중국 국경에 도달하여 시베리아 동식물을 연구했다. 1782년 그는 이전에 정착했던 이르쿠츠크에 시베리아에서 가장 오래된 박물관을 설립했으며, 그곳에서 알렉산드르 바라노프 (미래의 러시아령 아메리카 총독)의 사업 파트너였다. 락스만은 러시아와 일본 간의 관계를 구축하려는 시도에 참여했다. 그는 일본 난파선 다이코쿠야 코다유를 예카테리나 대제 궁정으로 데려왔다. |                                                |
| Lazarev                           | 미하일 라자레프§ (1788–1851) 제독, 세계 일주 항해자, 나바리노 해전의 영웅, 러시아 흑해 함대 사령관, 제독이자 전쟁 영웅인 나히모프, V. 코르닐로프, V. 이스토민의 스승 | 라자레프는 세 번 세계 일주를 했다. 그는 1813~16년 수보로프호에서 세계 일주를 이끌고 수보로프 환초를 발견했다. 그는 1819~1821년 파비안 고틀리프 폰 벨링스하우젠이 보스토크호에 탑승한 채 이끌었던 러시아 세계 일주에서 미르니호의 두 번째 배를 지휘했다. 이 탐험대는 1820년 1월 28일 (새로운 양식) 남극 대륙을 최초로 발견했다. 그들은 또한 페테르 1세섬, 자보도프스키섬, 레스코프섬, 비소코이섬, 남극반도 본토 및 알렉산더섬 (알렉산더 해안)을 발견하고 명명했으며, 태평양의 열대 해역에서도 일부 발견을 했다. 1822~25년 라자레프는 자신의 프리깃함 크레이세르호를 타고 세 번째로 세계 일주를 했다. 이름을 따서 명명: 라자레프만, 라자레프 환초, 라자렙스코예 (정착지), 노보라자렙스카야 기지, 라자레프산맥 (남극), 라자레프 빙붕, 라자레프 해구, 3660 라자레프 (소행성).                  | Lazarev's world cruise on Suvorov · Antarctica |
| Leonov                            | 알렉세이 레오노프 (1934–2019) 우주비행사 및 소련 공군 장군, 두 차례 소비에트 연방영웅, 화가, 작가                                                                    | 1965년 3월 18일, 보스호트 2호 우주선과 5.35m의 줄로 연결된 레오노프는 선외 활동을 한 최초의 인물이 되었다. 그는 12분 9초 동안 우주 공간에 머물렀다. 선외 활동이 끝날 무렵, 레오노프의 우주복은 진공 상태에서 부풀어 올라 에어록으로 다시 들어갈 수 없었다. 그는 우주복의 압력을 약간 줄이기 위해 밸브를 열었고, 간신히 캡슐 안으로 다시 들어갈 수 있었으며, 그곳에서 그의 동료 파벨 벨라예프가 그를 도왔다. 이어서 레오노프는 1975년 아폴로-소유스 시험 계획의 일부인 소유스 19호에서 두 번째 우주 비행을 했다. 그리하여 레오노프는 미국과 소련의 우주 프로그램의 첫 공동 비행에 참여했다. 그는 여러 권의 책과 그림 앨범을 출판했는데, 그중 일부는 우주에서 직접 그린 것이다. 이름을 따서 명명: 아서 C. 클라크의 책 2010: 오디세이 투에 나오는 가상의 우주선으로, 레오노프에게 헌정되었다. |                                                |
|                                   | 미하일 레바쇼프^ (c. 1738–1774/76) 러시아 해군 장교 | 1766~70년 레바쇼프는 예카테리나 대제의 명령에 따라 표트르 크레니친이 이끄는 북태평양으로의 "비밀" 탐험에서 부사령관이었다. 그들은 알류샨 열도와 알래스카주 해안 일부를 탐험하여 우날라스카에서 좋은 피난처와 알래스카주 해안의 많은 지형을 발견했다. 레바쇼프는 또한 코만도르스키예 제도를 탐험하고 기술했다. 그들의 탐험을 바탕으로 알류샨 열도의 첫 번째 일반 지도가 만들어졌다. | Kamchatka and the Commander Islands            |
| Lisyansky                         | 유리 리샨스키^ (1773–1837) 러시아 해군 장교, 세계 일주 항해자 | 1803~06년 리샨스키는 네바호에 탑승하여 이반 크루젠슈테른이 나데즈다호에 탑승한 채 세계 최초의 러시아 세계 일주를 이끌었다. 탐험의 목적은 중국과 일본과의 무역을 확립하고 가능한 식민지를 위해 캘리포니아주를 조사하는 것이었다. 배들은 하와이주 근처에서 갈라졌고 리샨스키는 러시아령 알래스카로 향했는데, 그곳에서 네바호는 싯카 전투에서 틀링기트족을 격파하는 데 필수적인 역할을 했다. 리샨스키는 현재 그의 이름을 딴 섬에서 하와이몽크물범을 처음으로 기술했다. 그는 마카오에서 크루젠슈테른을 다시 만났지만, 곧 헤어졌다. 결국 리샨스키가 크론시타트로 가장 먼저 돌아왔다. 이름을 따서 명명: 리샨스키섬. | Neva ship · Lisianski Island                   |
| Litke                             | 프리드리히 폰 뤼트케^ (1797–1882) 러시아 제독, 세계 일주 항해자 | 뤼트케는 1817~19년 바실리 골로브닌의 캄차카호 세계 일주에 참여했다. 1821~24년 뤼트케는 노바야제믈랴 제도의 해안선, 백해, 바렌츠해 동부를 탐험했다. 1826~29년 그는 세냐빈호를 타고 세계 일주를 이끌었으며, 슬루프 몰러호에 탑승한 미하일 스타뉴코비치와 동행했다. 이 항해 동안 그들은 베링해 (프리빌로프 제도, 세인트매튜섬, 코만도르스키예 제도 포함), 일본 앞바다의 오가사와라 제도, 캐롤라인 제도를 탐험하며 12개의 새로운 섬을 발견했다. 뤼트케는 1845~50년과 1857~72년에 러시아 지리 학회의 공동 창립자이자 회장이었다. 그는 1864~82년에 러시아 과학 아카데미의 회장이었으며, 여러 주요 군사 및 국가 직책을 역임했다. 이름을 따서 명명: 뤼트케곶 (알래스카), 뤼트케 해협, 쇄빙선 표도르 뤼트케.                                                                                        | Litke's voyage on Senyavin · Cape Lutke        |
|                                   | 표도르 루진* (?–1727) 지도 제작자, 지구측량사 | 1719~1721년, 이반 예브레이노프와 함께 루진은 표트르 대제의 명령에 따라 "비밀 탐험" 동안 캄차카반도의 첫 번째 계기 지도와 쿠릴 열도의 첫 번째 지도를 만들었다. 1723~24년 그는 이르쿠츠크 근처 동시베리아의 여러 지역을 측량했다. 1725~27년 루진은 비투스 베링이 이끄는 제1차 캄차카 탐험에 참여했다. 이름을 따서 명명: 루진 해협. | Kuril Islands                                  |
|                                   | 이반 랴호프 · (?–c. 1800) · 상인 | 상인인 랴호프는 1770년, 1773~74년, 1775년에 개썰매를 이용하여 노보시비르스크 제도를 세 차례 탐험했다. 그는 섬들이 주로 매머드의 뼈와 엄니로 이루어진 하층토로 형성되었다고 믿었기 때문에 그곳에서 매머드 상아를 찾기를 희망했다. 그는 랴홉스키 제도를 탐험하고 산니코프 해협을 건너 코텔니섬을 발견했다. 이름을 따서 명명: 랴홉스키 제도. | New Siberia                                    |
|                                   | 블라디미르 리센코 · (born 1955) · 여행가, 과학자, 세계 일주 항해자                                                                                                   | 블라디미르 리센코 박사는 세 차례의 세계 세계 일주를 했다: (1) 자동차로 (1997~2002년), 62개국을 횡단했다; (2) 자전거로, 29개국을 횡단했다; (3) 적도를 따라 서쪽에서 동쪽으로, 적도에서 위도 2도 이상 벗어나지 않고 – 리브르빌 (가봉)에서 출발하여 블라디미르는 성공적으로 (자동차, 모터보트, 요트, 선박, 카약, 자전거, 도보로) 아프리카, 인도양, 인도네시아, 태평양, 남아메리카, 대서양을 건너 2012년에 리브르빌에서 마쳤다. 그는 또한 "지구의 창자에서 성층권까지"라는 프로젝트를 완료했다. 블라디미르는 63개국의 강에서 뗏목을 탔다. 그는 유엔 회원국 및 참관국 195개국 모두를 방문했다. | Lysenko's circumnavigations                    |

### M
| 초상화                          | 인물 | 업적 | 사진                                                                     |
| ------------------------------- | --- | --- | ------------------------------------------------------------------------ |
| Makarov                         | 스테판 마카로프 · (1849–1904) · 러시아 제독, 해양학자, 해군 공학자 및 발명가, 러시아-튀르크 전쟁 (1877년~1878년) 및 러일 전쟁의 영웅, 러시아 태평양 함대 사령관 | 마카로프는 세계 최초의 어뢰정 지원함 벨리키 크냐즈 콘스탄틴호를 건조하고 지휘했다. 그는 세계 최초로 어뢰를 성공적으로 발사했다(1877년 튀르키예 무장선 인티바호에 대해). 그는 러시아 수기신호 시스템과 불침성 이론 개발자 중 한 명이었다. 마카로프는 1886~89년과 1894~96년에 코르베트 비차즈호에서 두 차례의 세계 일주 해양학 탐험을 지휘했다. 그는 세계 최초의 진정한 쇄빙선인 예르마크호를 건조하고 지휘했으며, 이 배는 유빙 위를 타고 넘고 부술 수 있었다. 예르마크호는 1899년과 1901년에 두 차례의 북극 탐험에서 시험되었다. 마카로프 제독은 그의 전함 페트로파블롭스크호가 기뢰를 맞은 후 1904~05년 일본과의 전쟁 중 작전 중 사망했다. 이름을 따서 명명: 마카로프 (도시), 아드미랄 마카로프 국립 해양 아카데미, 아드미랄 마카로프 국립 조선대학교, 러시아 순양함 아드미랄 마카로프 (1906), 쇄빙선 아드미랄 마카로프.                                                                                               | Corvette Vityaz · Icebreaker Yermak                                      |
| Malygin on a commemorative coin | 스테판 말리긴 · (?–1764) · 러시아 해군 함장, 항해사, 지도 제작자 · (말리긴, 옵친, 첼류스킨, 하리톤 랍테프, 드미트리 랍테프 기념 주화에)                         | 말리긴은 1733년 러시아어로 된 최초의 항법 매뉴얼을 작성했다. 1736년 초, 그는 대북방 탐험의 서부 부대 지도자로 임명되었다. 1736~37년, 말리긴과 A. 스쿠라토프의 지휘 아래 두 척의 보트 페르비 (첫 번째)와 브토로이 (두 번째)는 바렌츠해의 돌기섬에서 오비강 하구까지 항해를 감행했다. 이 여행 동안 말리긴은 페초라강과 오비강 사이의 러시아 북극 해안선의 일부를 처음으로 기술하고 지도화했다. 이름을 따서 명명: 말리긴 해협, 쇄빙선 말리긴 (1912년). | Bely Island and Malygin Strait                                           |
| Matisen                         | 표도르 마티센 · (1872–1921) · 러시아 해군 장교, 수문학자 | 마티센은 1900~03년 러시아 극지 탐험 중 에두아르트 톨의 자랴호의 사령관으로 니콜라이 콜로메이체프를 대신했다. 그는 노르덴스키욀트 제도를 개썰매로 탐험하고 그곳의 40개 섬을 발견하고 명명하며 철저한 지리 조사를 한 최초의 인물이었다. 이후 톨과 마티센은 자랴호를 이끌고 랍테프해를 가로질러 노보시비르스크 제도로 향했다. 배는 견빙에 갇혔고, 톨과 세 명의 동료는 산니코프 지대를 찾아 걸어서 카약을 타고 나섰다가 실종되었다. 자랴호가 출항할 수 있게 되자 마티센은 레나강 삼각주로 향했다. | Nordenskiöld Archipelago                                                 |
| Matyushkin                      | 표도르 마튜시킨 · (1799–1872) · 러시아 제독, 세계 일주 항해자                                                                                                   | 마튜시킨은 차르스코예 셀리 리체이에서 알렉산드르 푸시킨과 함께 공부했다. 그는 1817~19년 바실리 골로브닌의 캄차카호 세계 일주에 참여했다. 1820~24년 그는 페르디난트 폰 브란겔의 동시베리아해와 축치해 북극 탐험에 참여했다. 그들은 메드베지 제도를 탐험하고 지도화했다. 이 조사에 이어 마튜시킨은 콜리마강 동쪽의 광대한 툰드라 지역을 독자적으로 탐험했다. 1825~27년 그는 브란겔과 함께 크로트키호에서 세계 일주에 참여했다. | Kolyma nature                                                            |
| Middendorf                      | 알렉산더 미덴도르프* (1815–1894) 동물학자, 식물학자, 지리학자, 마학자. 농업인                                                                                   | 1840년 미덴도르프는 카를 베어의 콜라반도와 라플란드 탐험에 참여했다. 1843~45년 그는 타이미르반도의 과학 탐사를 개척하고 중앙시베리아고원의 푸토라나고원을 발견했다. 그 후 오호츠크해 해안을 따라 여행하며 아무르강 하류 계곡으로 들어갔다. 그는 시베리아 민족의 민족지학, 시베리아의 기후, 동물, 식물을 연구했다. 그는 영구동토 과학의 창시자이자 러시아 지리 학회의 부회장이었다. 그는 영구동토의 남쪽 경계를 결정하고 타이가 지역 북부 경계의 높은 사행성을 설명했다. 1870년 그는 알렉세이 알렉산드로비치 대공을 노바야제믈랴 제도로 동반하고 노르카프 해류 (노르웨이 해류의 일부)를 발견했다. 1870년 그는 또한 바라바 스텝을 탐험했고, 1878년에는 페르가나 분지를 여행했다. 이름을 따서 명명: 미덴도르프만, 미덴도르프의 메추라기딱새. | Permafrost in the North Hemisphere                                       |
| Miklouho-Maclay                 | 니콜라이 미클루호-마클라이 · (1846–1888) · 민족학자, 인류학자, 생물학자                                                                                         | 미클루호-마클라이는 1870년부터 여러 차례 뉴기니섬 북동부, 필리핀, 인도네시아, 멜라네시아를 방문했으며, 오랜 기간 동안 원주민 오세아니아 부족들 사이에서 생활하며 그들의 생활 방식과 풍습을 연구했다. 찰스 다윈의 초기 추종자 중 한 명으로, 그는 당시 만연했던 인류의 다양한 '인종'이 서로 다른 종에 속한다는 견해를 반박한 최초의 인물 중 한 명이었다. 그는 1878년 시드니에 도착하여 호주 최초의 해양 생물 연구 기관인 해양 생물학 연구소로 알려진 동물학 센터를 조직했다. 그는 뉴사우스웨일스주 총리인 존 로버트슨의 딸과 결혼하여 러시아로 돌아왔다. 여행 후 건강이 좋지 않아 사망했으며, 그의 두개골은 상트페테르부르크 군사 의학 아카데미에 기증되었다. 이름을 따서 명명: 맥클레이 박물관, N. N. 미클루호-마클라이 민족학 및 인류학 연구소. | Papua New Guinea · Maklay among the Papuans                              |
| Milescu                         | 니콜라에 밀레스쿠* (1636–1708) 작가, 과학자, 여행가, 지리학자, 외교관                                                                                           | 1671년 밀레스쿠는 몰다비아 공국에서 러시아로 가서 외교관이 되었다. 그는 러시아어로 된 최초의 산수 교과서인 '아리트몰로기온'을 썼다. 그는 1675~78년 중국으로 러시아 외교 사절단을 이끌었는데, 몽골을 통하지 않고 동시베리아를 거쳐 베이징시로 여행한 최초의 러시아 대사였다. 그의 조수 이그나티 밀로바노프 (미리 파견됨)에 이어 밀레스쿠는 아무르강을 북쪽에서 건너 베이징으로 그 경로를 통해 도달한 최초의 유럽인으로 알려져 있다. 밀레스쿠는 바이칼호와 호수에 흘러드는 모든 강에 대한 최초의 상세한 설명을 작성했으며, 바이칼호의 헤아릴 수 없는 깊이를 처음으로 지적했다. 그의 여행 기록에는 주요 시베리아 강들에 대한 귀중한 설명과 동시베리아의 최초의 지형학적 계획도 포함되어 있다. | Milescue's route to China                                                |
|                                 | 표도르 미닌 · (c. 1709–after 1742) · 러시아 해군 장교 | 1730년대 미닌은 대북방 탐험에 참여했다. 1736년 그는 드미트리 옵친이 이끄는 부대에 합류했다. 1738년 드미트리 스테르레고프와 함께 예니세이강 동쪽으로 약 250 km 떨어진 북극 해안선을 지도화하는 그룹을 이끌었다. 1738~42년 미닌은 타이미르반도를 항해하려는 여러 번의 헛된 시도를 했다. 그는 또한 딕손섬을 지도화하고 기술했다. 이름을 따서 명명: 미니나 스케리. | Minina Skerries                                                          |
|                                 | 이반 모스크비틴* (?–after 1645) 시베리아 카자크 지도자 | 모스크비틴은 아타만 드미트리 코필로프와 함께 톰스크에서 야쿠츠크로, 그리고 1638년에는 알단강의 새로운 요새로 왔다. 1639년 코필로프는 모스크비틴을 지휘관으로 20명의 톰스크 카자크인과 29명의 크라스노야르스크 카자크인들을 은광을 찾아 동쪽으로 보냈다. 그 일행을 이끌면서 모스크비틴은 태평양에 도달하고 오호츠크해를 발견한 최초의 러시아인이 되었으며, 울랴강 하구의 해안에 겨울 캠프를 세웠다. 1640년 카자크인들은 남쪽으로 항해하여 오호츠크해의 남동부 해안을 탐험했고, 아마도 아무르강 하구에 도달했을 것이다. 돌아오는 길에 그들은 샨타르스키예 제도를 발견했다. 모스크비틴의 기록을 바탕으로 쿠르바트 이바노프는 1642년 극동의 첫 번째 러시아 지도를 그렸다. 아마도 모스크바 출신인 모스크비틴은 직접 동해의 발견 소식을 고향 도시에 전했다. | Shantar Islands                                                          |
| Müller                          | 게르하르트 프리드리히 뮐러* (1705–1783) 역사가, 민족학자 | 뮐러는 1725년 상트페테르부르크로 와서 러시아 과학 아카데미의 공동 창립자가 되었다. 1733~43년 그는 대북방 탐험의 학술대에 참여하여 시베리아 전역을 광범위하게 여행하며 그 지리와 민족을 연구했다. 뮐러는 민족지학의 아버지 중 한 명으로 여겨진다. 그는 퍄다, 페도트 포포프, 세묜 데즈뇨프를 포함한 시베리아 탐험가들에 대한 구전 이야기와 기록 문서를 수집했다. 그는 광범위한 문서 자료 연구를 기반으로 러시아 역사의 일반적인 기록을 작성한 최초의 인물 중 한 명이었다. 그는 노르만주의 이론을 제시했는데, 이는 러시아의 역사에서 스칸디나비아인과 독일인의 역할을 논란이 되는 강조점이었다. | Kunstkamera                                                              |
| Muravyov-Amursky                | 니콜라이 무라비요프-아무르스키* (1809–1881) 러시아군 장군, 정치가, 외교관                                                                                       | 1847년 무라비요프는 동시베리아 총독이 되었다. 그는 아무르강 북쪽 지역에 대한 러시아의 탐험과 정착을 추구했다. 그는 겐나디 네벨스코이의 탐험 조직을 도왔으며, 이는 아무르강 하구와 사할린섬에 러시아의 존재를 가져왔다. 1854년 군대가 아무르강을 따라 항해했고, 1855년 첫 정착민들이 강 하구에 도착했으며, 1856년 블라고베셴스크 시가 설립되었다. 1858년, 무라비요프는 중국과 아이훈 조약을 체결하여 아무르강을 양국 국경으로 인정하고 러시아가 태평양에 더 쉽게 접근할 수 있도록 했다. 러시아가 획득한 새로운 영토에는 프리아무레와 현대 프리모르스키 및 하바롭스크 변경주 영토 대부분이 포함되었다. 이 공로로 무라비요프는 아무르스키 백작 칭호를 받았다. 아이훈 조약은 1860년 베이징 조약에 의해 확인되고 확장되었으며, 러시아에 우수리 지방과 프리모르스키 변경주 남부에 대한 권리를 부여했다. 새로운 영토를 방어하기 위해 무라비요프는 아무르 카자크 부대를 창설했다. 이름을 따서 명명: 무라비요프-아무르스키반도. | Muravyov's boats off Aigun · Monument to Muravyov on 5000 ruble banknote |
| Mushketov                       | 이반 무슈케토프! (1850–1902) 지질학자, 지리학자 | 1873~79년 무슈케토프는 중앙아시아를 광범위하게 여행하며 광물 매장지를 발견하고 목록화했다. 그는 (S. 로마노프스키와 함께) 튀르키스탄의 첫 지질도를 작성했다. 무슈케토프는 또한 카자흐스탄에서 지진 관측을 시작하고, 캅카스 빙하의 정기 관측을 조직했으며, 우랄산맥의 금광을 연구했다. 그는 미래의 바이칼 순환 철도를 위한 지역을 조사한 팀을 이끌었다. | Central Asia                                                             |

### N
| 초상화    | 인물 | 업적 | 사진                           |
| --------- | --- | --- | ------------------------------ |
| Nagurski  | 이반 나구르스키 · (1888–1976) · 엔지니어, 러시아 해군 장교, 항공 선구자, 제1차 세계 대전 및 러시아 내전 영웅 | 나구르스키는 러시아 해군의 최초 조종사 중 한 명이었다. 1914년 그는 러시아 북극에서 실종된 게오르기 세도프, 게오르기 브루실로프, 블라디미르 루사노프의 탐험대를 찾아내는 어려운 임무를 맡았다. 그는 다섯 차례의 임무를 수행하며 10시간 이상 비행했고 바렌츠해와 육지 위로 1,000 km 이상을 이동하여 북위 북위 76도까지 도달했다. 그는 탐험대를 찾지 못했지만, 역사상 최초의 극지 비행사가 되었다. 나중에 그는 비행정으로 최초의 루프를 수행했다. 이름을 따서 명명: 나구르스코예 비행장. | Nagurski's plane in the Arctic |
| Nevelskoy | 겐나디 네벨스코이* (1813–1876) 러시아 제독                                                                   | 1848년 네벨스코이는 러시아 극동에서 탐험대를 이끌고 사할린섬 지역과 아무르강 하구를 탐험했다(그는 대형 선박으로 항해할 수 있다는 것을 발견했다). 그는 타타르 해협이 만이 아니라 해협이며, 나중에 네벨스코이 해협이라고 불리는 좁은 구간으로 아무르강 하구와 연결되어 있음을 증명했다. 이전에 같은 지역을 탐험했던 일본 항해사 마미야 린조의 노력에 대해 알지 못했기 때문에, 네벨스코이의 보고서는 사할린섬이 실제로 섬이라는 첫 번째 증거로 받아들여졌다. 1850년 네벨스코이는 아무르강 하류 지역에 최초의 러시아 정착지인 니콜라옙스크나아무레를 설립했다. 그는 또한 사할린섬에 여러 군사 기지를 설립했다. 이름을 따서 명명: 네벨스코이 해협, 네벨스크. | Nevelskoy Strait               |
| Nikitin   | 아파나시 니키틴 · (?–1472) · 상인, 작가                                                                      | 1466년 니키틴은 상업 여행을 위해 고향 트베리를 떠나 인도로 향했다. 그는 볼가강을 따라 내려가 데르벤트에 도착했고, 그 다음 바쿠를 거쳐 카스피해를 건너 페르시아 제국에 이르렀고, 그곳에서 1년 동안 살았다. 1469년 니키틴은 호르무즈 왕국에 도착한 후 아라비아해를 건너 바흐마니 술탄국에 이르렀고, 그곳에서 3년 동안 살았다. 돌아오는 길에 니키틴은 아프리카 대륙 (소말리아), 무스카트, 트라브존을 방문했고, 1472년 흑해를 건너 페오도시야에 도착했다. 그리하여 니키틴은 인도를 여행하고 기록한 최초의 유럽인 중 한 명이 되었다. 그는 자신의 여행을 '세 개의 바다를 넘어선 여정'이라는 기록에 기술했는데, 이는 15세기 인도, 그 사회 시스템, 정부, 군사 (니키틴은 전투 코끼리가 등장하는 전쟁 게임을 목격했다), 경제, 종교, 생활 방식에 대한 귀중한 연구 자료이다. | Persia · India                 |

### O
| 초상화   | 인물                                                                  | 업적 | 사진            |
| -------- | --------------------------------------------------------------------- | --- | --------------- |
| Obruchev | 블라디미르 오브루체프* (1863–1956) 지질학자, 지리학자, 과학 소설 작가 | 1886년 상트페테르부르크 광업 연구소를 졸업한 오브루체프는 시베리아로 갔다. 그는 금광업을 연구하고 시베리아 횡단 철도와 중앙아시아 철도 건설을 도왔다. 중앙아시아에서는 카라쿰 사막, 아무다리야강 연안, 우즈보이강의 옛 강바닥을 탐험했다. 1892~94년 오브루체프는 그리고리 포타닌의 몽골 및 화북 탐험에 참여했다. 그는 자바이칼 지역, 준가리아, 알타이산맥을 탐험했다. 시베리아와 내아시아를 탐험하는 데 반세기를 보낸 오브루체프는 광범위한 저술인 '시베리아 지질학'에 자신의 발견을 요약했다. 그는 황토의 기원, 얼음 형성 및 영구동토, 시베리아의 지구조론을 연구했다. 총 1,000편 이상의 과학 저술을 집필했다. 오브루체프는 또한 인기 있는 과학 소설 두 편인 '플루토니아'(1915)와 '산니코프 지대'(1924)의 작가로도 알려져 있다. 이 이야기들은 아서 코난 도일의 '잃어버린 세계'의 패턴을 모방하여, 이전에 미개척된 북극의 큰 섬들에서 선사 시대 동물이 살던 고립된 세계의 발견을 생생하게 묘사한다. 이름을 따서 명명: 오브루체프 언덕, 오브루체프 분화구 (달), 3128 오브루체프 (소행성), 오브루체프스키 지구. | Siberian craton |
| Ovtsyn   | 드미트리 옵친 · (?–after 1757) · 러시아 해군 장교, 수문학자           | 1737~38년 옵친은 대북방 탐험의 한 부대를 이끌고 오비강 동쪽 카라해 해안선을 지도화했으며, 기단반도와 타이미르반도 일부에 대한 최초의 수문학적 기술을 수행했다. 1741~42년 옵친은 비투스 베링의 북아메리카 해안 탐험에 참여했다. | Gydan Peninsula |

### P
| 초상화        | 인물                                                                                 | 업적 | 사진                                         |
| ------------- | ------------------------------------------------------------------------------------ | --- | -------------------------------------------- |
| Pakhtusov     | 표트르 파흐투소프 · (1800–1835) · 러시아 해군 장교, 수문학자 · (크론시타트의 기념비) | 프리드리히 뤼트케의 초기 탐험에 참여했던 파흐투소프는 1832년과 1835년에 노바야제믈랴 제도로 두 차례 탐험대를 이끌었다. 그는 두 차례 섬에서 겨울을 보내며 상세한 기상 관측을 했다. 동료 탐험가이자 지도 제작자인 아우구스트 치볼코와 함께 파흐투소프는 노바야제믈랴 제도 남부 해안의 첫 번째 신뢰할 수 있는 지도를 만들었다. | Novaya Zemlya                                |
| Pallas        | 페터 지몬 팔라스~ (1741–1811) 자연주의자, 동물학자, 식물학자, 지리학자               | 베를린에서 태어난 팔라스는 예카테리나 대제의 초청으로 상트페테르부르크 과학 아카데미 교수가 되었다. 1768~74년 그는 중앙 러시아, 볼가 지방, 카스피해, 우랄산맥, 시베리아를 탐험하는 학술 탐험대를 이끌었고, 동쪽으로는 자바이칼까지 도달했다. 팔라스는 지질학, 원주민, 새로운 동식물에 대한 주제로 상트페테르부르크에 정기적으로 보고서를 보냈다. 그는 예카테리나 2세의 총애를 받아 다른 자연주의자들이 수집한 표본들을 제공받아 '플로라 로시카'(1784~1815년 발행)와 '조오그라피카 로소-아시아티카'(1811~31년)를 편찬했다. 그는 또한 요한 안톤 귈덴슈타트의 캅카스 여행기와 게오르크 빌헬름 슈텔러의 캄차카반도와 알래스카주 일지를 출판했다. 1793~94년 팔라스는 러시아 남부로 탐험대를 이끌고 크림반도와 흑해, 캅카스, 드니프로강을 방문했다. 그는 수많은 신종을 발견하고 기술했으며 방대한 자연사 컬렉션을 모았다. 이름을 따서 명명: 팔라사이트 (운석 유형), 팔라소프카 (도시), 소행성 21087 페트심팔라스, 마눌, 팔라스다람쥐, 팔라스갈매기 및 기타 종. | Krasnojarsk meteorite · Pallas's cat         |
|               | 이반 파파닌 · (1894–1986) · 소련 제독, 과학자, 두 차례 소비에트 연방영웅             | 1931년 파파닌은 말리긴호를 타고 제믈랴프란차이오시파 제도로 향하는 탐험에 참여했으며, 1932~33년에는 후커섬의 극지 탐험대장이었다. 1934~35년에는 첼류스킨곶의 극지 기지장이었다. 1937~38년 그는 세계 최초의 유빙 기지인 북극점-1의 책임자였다. 에른스트 크렌켈, 예브게니 표도로프, 표트르 시르쇼프와 함께 그는 미하일 보도퍄노프가 조종하는 비행기를 타고 북극 유빙에 착륙했다. 234일 동안 팀은 극지 지역에서 광범위한 과학 관측을 수행했으며, 이후 다시 돌아왔다. 1939~46년 파파닌은 북극해 항로의 운영을 감독하는 기관인 글라프세브모르푸트의 수장이 되었다. 1940년 그는 얼음에 갇힌 쇄빙선 세도프를 구조하는 탐험을 조직했다. |                                              |
|               | 막심 페르필리예프* (?–after 1638) 시베리아 카자크 지도자                             | 1618~19년 페르필리예프는 중앙 예니세이강에 최초의 러시아 요새이자 동쪽으로 나아가는 탐험의 주요 거점이었던 예니세이스크 오스트로그의 공동 창립자가 되었다. 1618~27년 페르필리예프는 안가라강, 일림강, 레나강, 비팀강을 여러 차례 여행하며 여러 새로운 오스트로그를 건설했다. 1631년 그는 브라츠크 오스트로그(이후 브라츠크)를 설립했다. 1638년 그는 자바이칼에 발을 들여놓은 최초의 러시아인이 되었다. | Yenisey basin                                |
|               | 야코프 페르먀코프 · (?–1712) · 시베리아 카자크, 선원, 상인                           | 1710년, 페르먀코프는 레나강에서 콜리마강으로 항해하던 중 메드베지 제도를 멀리서 발견했다. 1712년 페르먀코프와 그의 동료 메르쿠리 바긴은 야나만을 얼음 위로 건너 노보시비르스크 제도의 최남단인 볼쇼이 랴홉스키섬을 탐험하여 군도 탐험을 시작했다. 돌아오는 길에 페르먀코프와 바긴은 반란을 일으킨 탐험대원들에게 살해당했다. | Medvyezhi Islands                            |
|               | 이반 페틀린! (?–after 1619) 시베리아 카자크, 외교관                                  | 페틀린은 1618~19년에 공식 외교 사절단으로 중국에 도달한 최초의 러시아인이었다. 그의 탐험은 원나라 멸망 이후 육로로 서쪽에서 중국에 도달한 두 번째 유럽 탐험이었을 수 있다(벤투 드 고이스의 탐험 이후). 안드레이 문도프와 다른 10명의 남자들과 함께 페틀린은 오비강을 남쪽으로 올라 아바칸산맥을 건너 투바 공화국으로 남하하여 웁스 누르를 돌아 코트고이드 알탄 칸의 궁정에 도달했다. 그 후 그들은 몽골을 거쳐 만리장성과 베이징시에 이르렀다. 그는 적절한 조공을 가져오지 않아 만력제를 만나는 것이 허락되지 않았다. 그는 러시아인들에게 무역을 시작하도록 초청하는 중국어 편지를 가져왔지만, 1675년까지 러시아에서는 아무도 그것을 읽을 수 없었다. 페틀린의 탐험에 대한 기록은 1625년에 새뮤얼 퍼처스의 '순례자들'에 영어로 번역되어 출판되었고, 그 후 다른 유럽 언어로도 번역되었다. | Russia and China on a world map              |
| Polyakov      | 발레리 폴랴코프$ (born 1942) 우주비행사 및 의사, 소련 영웅, 러시아의 영웅            | 폴랴코프는 역사상 최장 연속 우주 비행 기록인 437일 18시간 (14개월 이상)을 보유하고 있으며, 이는 1994~95년 소유스 TM-18, 미르 우주정거장, 소유스 TM-20을 타고 보낸 시간이다. 1988~89년 소유스 TM-6을 타고 미르로, 소유스 TM-7을 타고 돌아온 이전 탐험을 포함하면 그의 총 우주 경험은 22개월 이상이다. | Mir space station with Soyuz TM-20           |
| Popov         | 페도트 포포프^ (?–1648/54) 상인                                                      | 모스크바 상인 알렉세이 우소프의 대리인이었던 페도트 포포프는 1645년 시베리아의 스레드네콜림스크로 왔다. 그곳에서 그는 동쪽으로 탐험대를 조직하고 세묜 데즈뇨프를 데려왔다. 1648년 그들은 북극으로 항해했고 베링 해협을 통과하고 축치반도와 베링해를 발견한 최초의 인물이 되었다. 그들의 모든 코치와 대부분의 사람(포포프 자신 포함)은 폭풍과 원주민과의 충돌로 사망했다. 데즈뇨프가 이끄는 소그룹은 아나디르강에 도착했다. 1653~54년 아나디르스크 근처에서 코랴크인과 싸우는 동안, 데즈뇨프는 포포프의 야쿠트인 아내를 붙잡아 그가 죽었다는 것을 확인했다. 1697년 블라디미르 아틀라소프가 캄차카반도를 정복하러 왔을 때, 그는 현지 주민들로부터 캄차카강 근처에서 살면서 현지 여성들과 결혼한 페도토프라는 사람에 대해 들었는데, 그리하여 페도토프 전설이 나타났다. G. F. 뮐러는 페도토프가 페도트의 아들이라고 생각했고, 스테판 크라셰닌니코프는 그가 페도트 자신이라고 생각하여 포포프를 캄차카반도의 가능한 발견자로 여겼다. | Route of Popov and Dezhnyov on the 1773 map  |
| Posyet        | 콘스탄틴 포시예트^ (1819–1899) 러시아 제독, 군사 작가, 정치가, 외교관                | 1852~54년 포시예트는 프리깃함 팔라다호를 타고 제독 예브피미 푸탸틴과 이반 운코프스키의 지휘 아래 일본으로 향하는 여행을 했다. 소설가 이반 곤차로프와 발명가 알렉산드르 모자이스키도 동행했으며, 포시예트는 동해 북부 해안선(포시예트만 포함)을 탐험하고 지도화했다. 1856년 그는 러일 화친 조약의 비준 소식을 일본에 전달했다. 포시예트의 여행과 출판된 관찰은 그를 러시아에서 일본 전문가로 만들었다. 교통부 장관이 된 후 그는 에노모토 다케아키와 상트페테르부르크 조약 (1875년)을 협상하여 사할린섬 전체를 러시아의 품으로 가져왔다. 그는 시베리아 횡단 철도 건설을 준비했으며 1896년 러시아의 국기인 백청적 국기의 복원을 주도했다. 이름을 따서 명명: 포시예트만, 포시예트 항구. | Possiet Bay                                  |
| Potanin       | 그리고리 포타닌! (1835–1920) 지리학자, 민족지학자, 식물학자                          | 포타닌은 니콜라이 야드린체프와 함께 시베리아를 광범위하게 여행하며 그 자연과 민족을 연구했다. 1876년과 1879년에 포타닌은 몽골로 두 차례 탐험을 이끌었다. 1884~86년 포타닌은 중국 북부와 티베트를 탐험했으며, 치롄산맥과 몽골을 통해 러시아로 돌아왔다. 그는 살라르족과 조우했으며, 동서 위구르어에 대한 최초의 기록을 포함한 다른 민족지학적 및 지리적 발견을 했다. 1989년 포타닌은 아시아 러시아 최초의 대학인 톰스크 대학교의 창립자 중 한 명이 되었다. 1892~93년 그는 지질학자 블라디미르 오브루체프와 함께 다시 중국 북부와 쓰촨성을 탐험했다. 티베트에 도달하기 전에 포타닌은 러시아 지리 학회의 최초 여성 회원이자 그의 아내인 알렉산드라의 병과 죽음으로 인해 되돌아갈 수밖에 없었다. 1899년 포타닌은 대흥안령으로 여행했다. 이름을 따서 명명: 포타닌 빙하, 9915 포타닌 (소행성). | Tibetan Plateau                              |
| Poyarkov      | 바실리 포야르코프* (?–after 1668) 시베리아 카자크 아타만                             | 1643년, 포야르코프는 야쿠츠크에서 133명의 병력을 이끌고 스타노보이 산맥 남쪽의 새로운 땅을 탐험하기 위해 파견되었다. 그는 다우르족의 땅인 제야강 상류에 도달했는데, 이들은 만주족 중국인에게 조공을 바치고 있었다. 겨울을 보낸 후, 1644년 포야르코프는 제야강을 따라 내려가 아무르강에 도달한 최초의 러시아인이 되었다. 그는 니브흐인의 땅으로 내려가 육지에서 아무르강 하구를 발견했다. 그의 카자크인들이 지나던 지역 주민들의 적대감을 유발했기 때문에 포야르코프는 다른 귀환 경로를 선택했다. 그들은 배를 만들고 1645년 오호츠크해 해안을 따라 울랴강까지 항해했고, 다음 겨울은 6년 전에 탐험가 이반 모스크비틴이 지은 오두막에서 보냈다. 1646년 그들은 야쿠츠크로 돌아왔다. | Amur basin                                   |
|               | 가브릴 프리빌로프^ (?–1796) 항해사                                                   | 프리빌로프는 그리고리 셸리호프와 파벨 레베데프-라스토치킨이 공동으로 자금을 지원한 탐험대를 성 조지호에 지휘하며 시베리아 상인들이 오랫동안 찾던 수익성 높은 물개 번식지를 찾는 것을 목표로 했다. 그는 1786년 베링해의 세인트 조지섬을 발견했는데, 짖는 물개 소리를 따라가거나 알류트족의 힌트를 얻었을 가능성이 있다. 1년 후인 1787년, 프리빌로프는 세인트 조지섬 북쪽에 세인트폴섬을 발견했다. 이름을 따서 명명: 프리빌로프 제도. | Pribilof Islands                             |
| Pronchishchev | 바실리 프론치셰프 · (1702–1736) · 러시아 해군 장교 · (법의학 안면 복원)              | 1735~36년 프론치셰프는 대북방 탐험의 한 부대를 이끌고 레나강 하구 서쪽의 500마일 이상 되는 북극 해안선을 발견하고 지도화했다. 그는 그의 아내 마리야 프론치셰바를 야쿠츠크호에 태우고 함께 갔다. 어려움에도 불구하고 그들은 1736년 타이미르반도에 도착했고, 파데이 제도, 콤소몰스카야프라브디 제도, 성 베드로 제도를 발견했으며, 타이미르반도에 있는 동쪽 비랑가산맥을 발견했다. 프론치셰프와 그의 아내는 돌아오는 길에 병으로 사망했으며 올레뇨크강 하구에 묻혔다. | Komsomolskaya Pravda Islands                 |
| Pronchischeva | 마리야 프론치셰바 · (1710–1736) · 최초의 여성 북극 탐험가 · (법의학 안면 복원)       | 마리야 프론치셰바 (일부 자료에 따르면 타티야나)는 1735~36년 대북방 탐험 중 남편 바실리 프론치셰프와 동행하여 레나강 하구 서쪽 해안선을 탐험하며 많은 발견을 했다. 그녀는 북극의 최초 여성 탐험가로 여겨진다. 마리야는 남편 바실리의 사망 14일 만에 돌아오는 길에 병으로 사망했다. 이름을 따서 명명: 마리야 프론치셰바만 | Maria Pronchishcheva Bay                     |
| Przhevalsky   | 니콜라이 프르제발스키! (1839–1888) 러시아군 장군, 지리학자, 자연주의자               | 1867~69년 프르제발스키는 우수리강 유역으로 탐험대를 이끌었다. 그 후 그는 대부분 알려지지 않은 중앙아시아 지역으로 네 차례의 대규모 여행을 했으며, 총 40,000 km 이상을 이동했다. 1870~73년 그는 고비 사막을 건너 베이징시로 갔고, 장강 상류를 탐험하고 티베트로 건너가 18,000 km2 이상을 조사하고 약 5,000종의 식물, 1,000마리의 새, 3,000종의 곤충, 70종의 파충류, 130종의 다양한 포유류 가죽을 수집했다. 1876~77년에는 신장 위구르 자치구 남부와 톈산산맥을 여행하며 롭노르호를 방문했다. 1879~80년에는 하미시와 차이담 분지를 거쳐 칭하이호까지 여행했다. 톈산산맥을 넘어 티베트로 들어갔으나 티베트 관리들의 저지로 라싸에서 260 km 떨어진 지점에서 되돌아왔다. 1883~85년 프르제발스키는 고비를 가로질러 알라샨, 톈산산맥으로 갔다가 다시 칭하이호로 돌아온 후 서쪽으로 이식쿨까지 여행했다. 그의 여행은 중앙아시아의 지리, 동식물 연구에 새로운 시대를 열었다. 그는 쌍봉낙타의 야생 개체군에 대해 처음으로 보고했으며, 프르제발스키가젤과 프르제발스키말 (유일하게 현존하는 야생말)을 기술했다. 이름을 따서 명명: 프르제발스키가젤, 프르제발스키말, 프르제발스크 (키르기스스탄), 프르제발스코예. | Przewalski's horse · Monument to Przhevalsky |
| Putyatin      | 예브피미 푸탸틴^ (1803–1883) 러시아 제독, 외교관                                     | 1822~25년 푸탸틴은 미하일 라자레프와 함께 수보로프호를 타고 세계 일주를 했다. 나중에 그는 이란과 캅카스로 외교 사절단을 이끌었다. 제독 이반 운코프스키와 함께 그는 1852~55년에 프리깃함 팔라다호를 타고 일본으로 과학 세계 일주 탐험을 이끌었다. 이 탐험은 해양학에서 많은 중요한 발견에 기여했다. 달성된 결과 중 하나는 일본과의 러일 화친 조약이었다. 1857~58년 푸탸틴은 일본과 중국을 두 번 방문하고 표트르 대제만, 루스키섬, 동보스포루스 해협 및 동해의 러시아 해안의 다른 지형을 탐험했다. | Peter the Great Gulf                         |
|               | 데미트리 퍄다* (?–after 1637) 시베리아 카자크 아타만                                 | 망가제야 출신의 데미드 퍄다는 시베리아 모피 사냥꾼이었다. 투루한스크에서 그의 긴 여정을 시작하여 1620년부터 1624년까지 3년 반 동안 퍄다는 이전에 알려지지 않은 거대한 시베리아 강들을 총 8,000 km를 지났다. 그는 니즈냐야퉁구스카강 (러시아어로는 니즈냐야퉁구스카) 약 2,300 km를 탐험했고, 퉁구스카강 상류에 도달하여 거대한 시베리아 레나강을 발견하고 그 길이 약 2,400 km를 탐험했다. 이 과정에서 그는 야쿠티아에 도달하여 야쿠트족을 만난 최초의 러시아인이 되었다. 그는 레나강을 거슬러 올라가 너무 바위가 많고 얕아질 때까지 갔다가 육로로 안가라강에 도달했다. 도중에 퍄다는 부랴트인을 만난 최초의 러시아인이 되었다. 그는 새로운 배를 만들고 안가라강 약 1,400 km를 탐험했으며, 마침내 안가라강 (부랴트어 이름)과 상부 퉁구스카강 (러시아인들에게 알려진 베르흐냐야퉁구스카)이 같은 강이라는 것을 발견했다. | Siberian river routes                        |

### R
| 초상화           | 인물 | 업적 | 사진 |
| ---------------- | --- | --- | --- |
| Remezov          | 세묜 레메조프* (c. 1642–after 1720) 지도 제작자, 지리학자, 역사가 (토볼스크 크렘린의 기념비)                   | 1683~1710년 레메조프는 자신이 태어난 토볼스크 지역을 기술하고 지도화했다. 그는 시베리아와 그 탐험에 대한 가장 초기의 역사적 기록 중 하나인 레메조프 연대기를 썼는데, 이는 시베리아 연대기의 일부이다. 1699~1701년 그는 시베리아의 첫 번째 대형 지도첩인 시베리아 차트 책을 만들었다. 총 200개가 넘는 러시아 동부 지역의 지도와 해도(海圖)를 만들었다. | A drawing from the Remezov Chronicle                                                                            |
| Rezanov          | 니콜라이 레자노프^ (1764–1807) 정치가, 외교관                                                                  | 레자노프는 1799년 초기 셸리호프-골리코프 회사를 기반으로 러시아-아메리카 회사의 창립자 중 한 명이었다. 1803~06년, 그는 알렉산드르 1세에 의해 일본 대사로 임명되었고, 이반 크루젠슈테른 선장의 나데즈다호에 탑승하여 세계 최초의 러시아 세계 일주를 공동으로 이끌었다. 레자노프는 캄차카반도까지 지휘했다. 일본 대사 임무가 실패한 후, 그는 아메리카의 러시아 식민지 검사관으로 임명되었다. 1806년 그는 스페인령 캘리포니아와 무역을 시작하고 조약을 체결하며 샌프란시스코 사령관의 딸인 콘셉시온 아르구엘로와 약혼하는 데 성공했다. 그러나 레자노프는 조약을 수도로 가져가는 길에 시베리아에서 사망했다. 레자노프와 콘셉시온 아르구엘로의 사랑 이야기는 샌프란시스코 작가 프랜시스 브렛 하트의 발라드와 또 다른 SF 작가 거트루드 애서턴의 1937년 소설 '레자노프와 도냐 콘차', 그리고 작곡가 알렉세이 뤼브니코프와 시인 안드레이 보즈네센스키의 1979년 매우 성공적인 러시아 록 오페라 '유노와 아보스'에 영감을 주었다.                                                               | Russian trading post in Sitka, Alaska                                                                           |
| Rimsky-Korsakov  | 보인 림스키-코르사코프* (1822–1871) 러시아 해군 장교, 수문학자 및 지리학자                                     | 니콜라이 림스키-코르사코프 (작곡가이자 지휘자)의 형인 보인 림스키-코르사코프는 1850년대와 1860년대에 우수리 지방 근처의 동해 지역을 탐험했으며, 사할린섬, 아무르강 하구, 타타르 해협을 포함했다. 나중에 그는 캄차카반도와 쿠릴 열도의 해안도 조사했다. 이름을 따서 명명: 림스키-코르사코프 제도. | Rimsky-Korsakov Archipelago                                                                                     |
| Roerich          | 니콜라스 레리히! (1874–1947) 화가, 철학자, 고고학자, 작가, 공인, 여행가                                        | 레리히는 러시아 혁명 후 미국으로 이민을 갔다. 그의 그림과 저술 판매, 그리고 문화 및 계몽 조직 활동을 통해 레리히는 1924~28년 그의 가족 (아내 헬레나 레리히 포함)이 참여한 중앙아시아 대규모 탐험에 자금을 모으고 이끌 수 있었다. 탐험은 시킴주, 카슈미르, 라다크, 신장 위구르 자치구, 시베리아, 알타이, 몽골, 티베트, 그리고 히말라야산맥의 미개척 지역을 통과했다. 고고학 및 민족지학 조사가 이루어졌고, 수십 개의 새로운 산봉우리와 고개가 지도에 표시되었으며, 희귀한 필사본이 발견되었고, 레리히의 그림 중 최고 시리즈가 일부 창작되었다. 1934~35년 레리히는 내몽골 자치구, 만주, 중국에서 탐험을 수행하며 약 300종의 건생식물, 약초, 필사본, 고고학 유물을 수집했다. 레리히는 예술 및 학술 기관과 역사 유적지 보호를 위한 국제 협약 (1935년 레리히의 평화 조약)의 저자이자 발기인이었으며, 문화 보호를 위한 국제 운동의 창시자였다. 그는 약 7,000점의 그림을 창작하고 미국, 유럽, 인도에 여러 과학 및 문화 기관을 설립했다. 이름을 따서 명명: 레리히의 평화 조약, 4426 레리히. | Peaks and passes named after the Roerichs in the Altai · Institute of Himalayan studies founded by the Roerichs |
| Alexander Nevsky | 알렉산드르 넵스키! (류리크 왕조) (1220–1263) 노브고로드 공 및 블라디미르 대공, 러시아의 민족 영웅이자 수호성인 | 알렉산드르 야로슬라비치 넵스키 대공은 1247년에서 1249년 사이에 그의 형 안드레이 야로슬라비치와 함께 중앙아시아의 몽골 제국 수도인 카라코룸으로 여행했다. 그들은 몇 년 전에 루스를 정복했던 칭기즈계 칸들의 소환을 받았다. 1245~46년에 카라코룸에 왔다가 몽골인들에게 독살당한 그의 아버지 야로슬라프 2세 프세볼로도비치와 달리, 알렉산드르와 안드레이는 새로운 지배자들에게 권력을 인정받고 루스로 돌아갈 수 있었다. 러시아 공들은 이탈리아 수도사 플라노 카르피니가 몽골로 여행한 것과 거의 같은 시기에 아시아 깊숙이 여행한 최초의 유럽인 중 한 명이었다. 이름을 따서 명명: 알렉산드르 넵스키 훈장, 수많은 알렉산드르 넵스키 대성당, 교회, 수도원. | |
| Rusanov          | 블라디미르 루사노프 · (1875–1913?) · 지질학자                                                                  | 1909~11년 루사노프는 노바야제믈랴 제도 군도에서 탐험을 수행했다. 1912년 그는 스발바르 제도의 석탄 매장량을 조사하기 위해 정부 탐험대를 지휘했다. 그들은 작은 배 헤르쿨레스호를 타고 아문센의 남극점 원정 항해사 알렉산드르 쿠친 선장의 지휘 아래 항해했다. 작업을 마친 후, 탐험대 일부는 러시아로 돌아갔고, 나머지는 당국과의 협의 없이 북극해 항로를 통해 태평양으로 향하려는 무모한 시도를 했고, 카라해에서 실종되었다. 탐험대의 유물은 1937년 콜로소비흐 제도에서 발견되었다. 스발바르 제도에서의 소련 석탄 채굴은 1932년에 시작되었다. 루사노프와 그의 탐험은 베니아민 카베린의 소설 두 선장의 원형 중 하나로, 가상의 타타리노프 선장을 찾는 과정이 루사노프를 찾는 과정과 유사하다. | Hercules ship                                                                                                   |

### S
| 초상화                | 인물 | 업적 | 사진                                                  |
| --------------------- | --- | --- | ----------------------------------------------------- |
| Sagalevich            | 아나톨리 사갈레비치 · (born 1938) · 해양학자, 잠수정 조종사, 러시아의 영웅 · (블라디미르 푸틴과 함께 사진 오른쪽)                         | 1979년부터 사갈레비치는 시르쇼프 해양학 연구소의 심해 잠수정 연구실 책임자를 맡았다. 그는 피스케스 VIII, 피스케스 IX, MIR 심해 잠수정 건조에 참여했으며, 심해 잠수정의 수석 조종사로서 300회 이상의 잠수를 완료했다. 그는 RMS 타이타닉호, 독일 전함 비스마르크, 소련 및 러시아 잠수함 K-278 콤소몰레츠호, K-141 쿠르스크호, 일본 잠수함 I-52호 탐험 시 MIR 잠수정을 조종했다. 사갈레비치는 1990년 바이칼호에서 피스케스호를 타고 1,637 m를 잠수하여 세계 최심 민물 잠수 기록을 보유하고 있다. 2007년 8월 2일, 그는 아르크티카 2007 탐험 중 북극점 해저에 도달한 MIR-1 DSV의 조종사였다. | MIR submersible                                       |
| Samoylovich           | 루돌프 사모일로비치 · (1881–1940?) · 지리학자                                                                                             | 1912년 사모일로비치는 블라디미르 루사노프의 스피츠베르겐섬 지질 탐험에 참여했다. 그는 북극 및 남극 연구소의 창립자이자 초대 소장이었다. 1928년 그는 크라신 쇄빙선에서 움베르토 노빌레의 이탈리아 비행선 승무원 대부분을 구출한 구조대의 책임자였다. 그는 1931년 LZ 127 그라프 체펠린의 극지 비행에 참여했으며, 쇄빙선 블라디미르 루사노프 (1932), 게오르기 세도프 (1934), 사드코 (1936년 및 1937~38년) 탐험을 이끌었다. |                                                       |
|                       | 야코프 산니코프 · (1780–after 1812) · 상인                                                                                                | 노보시비르스크 제도를 탐험하던 중, 1800년 산니코프는 스톨보보이섬을 발견하고 지도화했으며, 1805년에는 파데예프스키섬을 발견했다. 1809~1810년 그는 마트베이 게덴스트롬이 이끄는 탐험에 참여했다. 그는 분게 랜드를 발견하고 코텔니섬 북쪽에 광대한 땅이 있을 것이라고 제안하여 전설적인 산니코프 지대의 존재에 대한 이론을 제시했다. 이름을 따서 명명: 산니코프 지대, 산니코프 해협. | De Long Islands and the deemed Sannikov Land location |
| Sarychev              | 가브릴 사리체프^ (1763–1831) 러시아 제독, 지도 제작자                                                                                     | 1785~94년 사리체프는 예카테리나 대제의 후원과 조셉 빌링스가 이끄는 탐험에 참여했다. 슬라바 로시이 (러시아의 영광)호를 지휘하며 그는 오호츠크해 해안선(오호츠크에서 알도마까지)과 알류샨 열도의 많은 부분(특히 우날라스카)을 지도화했다. 그는 또한 프리빌로프 제도, 세인트매튜섬, 세인트로렌스섬, 그보즈데프, 킹섬을 기술했다. 1808년부터 그는 러시아의 수문학 연구를 담당했으며 1826년 태평양 북부 지도첩 편찬을 이끌었다. 이름을 따서 명명: 사리체프봉, 사리체프곶 공항, 사리체프섬. | Russian Orthodox Church in Unalaska                   |
| Savitskaya            | 스베틀라나 사비츠카야 (born 1948) 여성 우주비행사, 비행사, 두 차례 소련 영웅, 정치인 (사비츠카야와 1982년 승무원 동료 포포프, 세레브로프) | 사비츠카야는 발렌티나 테레시코바에 이어 우주에 간 두 번째 여성이며, 선외 활동을 수행한 최초의 여성이다. 그녀는 1982년과 1984년 살류트 7호 우주정거장에서 두 차례 성공적인 탐험을 통해 이를 달성했으며, 1984년 7월 25일에 선외 활동을 했다. | Salyut 7 scale model                                  |
| Schantz               | 요한 에버하르트 폰 샨츠 · (1802–1880) · 제독, 선박 설계자, 탐험가                                                                         | 핀란드 태생의 러시아 제국 해군 제독으로, 1834~1836년 제국 해군 함선 아메리카호의 사령관으로서 세계 일주를 했다. 그는 1540년대 루이 로페스 데 비얄로보스의 스페인 탐험대가 처음 발견했던 워토 환초를 재발견했다. 이름을 따서 명명: 샨츠 제도 (현재 워토 환초). | Wotho                                                 |
|                       | 오토 시미트 · (1891–1956) · 수학자, 천문학자, 지구물리학자, 정치가, 소련 영웅                                                             | 1932~39년 슈미트는 북극해 항로 최고 관리국장이었다. 1929~30년, 그는 쇄빙선 세도프호를 타고 여행하며 제믈랴프란차이오시파 제도에 첫 연구 기지를 설립했고, 카라해 북서부와 세베르나야제믈랴 제도 서부를 탐험하며 몇몇 섬을 발견했다. 1932년 그는 블라디미르 보로닌 선장과 함께 쇄빙선 시비랴코프호를 타고 아르한겔스크에서 태평양까지 겨울을 나지 않고 북극해 항로를 처음으로 논스톱 횡단하는 데 성공했다. 1933~34년 슈미트와 보로닌은 첼류스킨 증기선을 타고 항해를 이끌었으나, 배가 침몰하고 승무원 대부분은 얼음 위의 캠프에서 비행기로 구조되었다. 1937년 슈미트는 비행 탐험을 감독하여 세계 최초의 유빙 기지인 북극점-1을 설립했다. 이름을 따서 명명: 2108 오토 슈미트 (소행성). | Northern Sea Route                                    |
| Schrenck              | 레오폴트 폰 슈렌크* (1826–1894) 동물학자, 지리학자, 민족지학자                                                                            | 슈렌크는 1853~54년 아무르강 유역에서, 1854~55년 사할린섬에서 러시아 극동의 동식물을 탐험하며 여러 동물을 발견했다. 나중에 그는 러시아 원주민 연구로 방향을 틀었다. 그는 고아시아족이라는 용어를 만들었으며 상트페테르부르크에 있는 표트르 대제 인류학 및 민족학 박물관의 관장이었다. 이름을 따서 명명: 아무르 철갑상어, 만주 검은물뱀. | Manchurian black water snake                          |
| Sedov                 | 게오르기 세도프 · (1877–1914) · 러시아 해군 함장                                                                                          | 1909년 세도프는 콜리마강 하구를 기술한 탐험을 이끌었다. 1910년 그는 노바야제믈랴 제도의 크레스토바야만을 탐험했다. 그는 북극점 탐험을 제안하고 개인 후원자를 찾았다. 1912년 세도프의 배 "스비아토이 무체니크 포카" (성 순교자 포카)는 북쪽으로 항해했으나, 통과할 수 없는 얼음 때문에 노바야제믈랴 제도 근처에서 겨울을 나야 했다. 스비아토이 포카호는 그 후 제믈랴프란차이오시파 제도에 도착했으나, 석탄 부족으로 또 한 번 겨울을 보내야 했다. 1914년 초, 괴혈병에 걸린 세도프는 두 명의 동료와 함께 개 썰매를 타고 북극점으로 향했다. 세도프는 루돌프섬 근처에서 사망하여 그곳의 아우크 곶에 묻혔다. 돌아오는 길에 제믈랴프란차이오시파 제도에서 스비아토이 포카호는 브루실로프 원정의 두 생존자인 발레리안 알바노프와 알렉산드르 콘라트를 구조했다. 이름을 따서 명명: 쇄빙선 세도프, 세도프 (범선). 그와 그의 마지막 탐험은 베니아민 카베린의 소설 두 선장의 원형 중 하나로, 가상의 타타리노프 선장은 세도프와 비슷한 외모를 가지고 있으며 북극 탐험에 대한 열정을 공유한다. | Sedov amid the crew of St. Foka · Franz Josef Land    |
| Semyonov-Tyan-Shansky | 표트르 세묜오프-톈샨스키! (1827–1914) 지리학자, 통계학자, 곤충학자                                                                        | 1856~57년 세묜오프는 알타이산맥을 지나 이식쿨을 방문했고 당시 대부분 알려지지 않았던 톈산산맥에 도달했다. 그는 한텡그리봉을 본 최초의 유럽인이었다. 그는 알렉산더 훔볼트의 톈산산맥이 화산 기원이라는 이전 주장을 반박했다. 1858년 그는 톈산산맥에 대한 최초의 체계적인 기술을 발표했다. 반세기 후 니콜라이 2세는 그에게 "톈샨스키"라는 별칭을 성에 추가하는 것을 허용했다. 수년간 세묜오프는 러시아 중앙 통계 위원회 의장으로 재직하며 1897년에 실시된 최초의 러시아 제국 인구조사를 조직했다. 세묜오프는 에르미타시 박물관에 속한 오래된 네덜란드 거장들의 대규모 컬렉션과 약 70만 점의 곤충 표본 컬렉션을 모았다. 그는 53개의 학회 회원이었으며 1873년부터 사망할 때까지 40년 동안 러시아 지리 학회를 이끌며, 특히 니콜라이 프르제발스키와 표트르 코즐로프의 내륙 아시아 탐험을 장려했다. | Tian Shan · Khan Tengri                               |
| Senkevich             | 유리 센케비치 · (1937–2003) · 의사, 과학자, 여행가, TV 앵커                                                                               | 센케비치는 1966~67년 보스토크 기지에서 제12차 소비에트 남극 탐험에 참여했다. 1969년 그는 토르 헤위에르달과 함께 라 파피루스 보트를 타고 항해했고, 나중에는 1970년에 라 II호를 타고 대서양을 건넜다. 그는 또한 헤위에르달과 함께 1978년에 다른 갈대 보트 티그리스호를 타고 인도양을 건넜다. 1973~2003년 센케비치는 소비에트 텔레비전의 "여행자 클럽" 쇼 진행자로 30년 동안 기록적인 기간 동안 활동하여 기네스 세계 기록에 올랐다. 그는 기자이자 TV 앵커로서 200개국 이상을 방문했다. | Ra II boat                                            |
| Severtzov             | 니콜라이 세베르초프! (1827–1885) 자연주의자                                                                                               | 1857~58년 중앙아시아의 시르다리야강 탐험 중 세베르초프는 코칸트 칸국 강도들에게 붙잡혀 심하게 부상당했다. 그는 한 달 만에 러시아 군에 |                                                       |

1. 1 2  Albanov, Valerian (2001). 《In the Land of White Death》. Modern Library. ISBN 0-679-78361-X. Viewed 2011-12-23.
2. 1 2 3 4 5 6  러시아 전기 사전
3. 1 2 3 4 5 6 7 8 9  소비에트 대백과사전
4. 1 2  과학 전기 사전
5. ↑  Krivshenko, Sergey. “Vladimir Klavdievich Arsenyev and his heritage”. 2011년 12월 23일에 확인함.
6. ↑  Tolkacheva, N. “Russian historians about Vladimir Atlasov” (러시아어). 2012년 8월 27일에 원본 문서에서 보존된 문서. 2011년 12월 23일에 확인함.
7. ↑  “Early Soviet Exploration of Arctic”. Whoi.edu. 2011년 12월 14일에 확인함.
8. ↑  “Байдуков Георгий Филиппович” [Baydukov Georgy Filippovich]. Герои страны. 2011년 12월 18일에 확인함.
9. ↑  Chevigny, Hector (1951). 《Lord of Alaska – Baranov and the Russian Adventure》. Portland, Oregon: Binfords & Mort. 2331138. Viewed 2011-12-23.
10. ↑  Troitsky, V.A. “Geographical discoveries of N.A.Begichev on Taymyr” (러시아어). 2021년 5월 11일에 원본 문서에서 보존된 문서. 2011년 12월 23일에 확인함.
11. ↑  Barr, William (1919). 《The Last Journey of Peter Tessem and Paul Knutsen》. Viewed 2011-12-23.
12. ↑  “History of Chita” (러시아어). 2002년 10월 11일에 원본 문서에서 보존된 문서. 2011년 12월 23일에 확인함.
13. ↑  Allworth, Edward (1994). 《Central Asia, 130 Years of Russian Dominance》. Duke University Press. 9쪽. ISBN 978-0-8223-1521-6.
14. ↑  “Bellingshausen's biography” (러시아어). 2012년 1월 18일에 원본 문서에서 보존된 문서. 2011년 12월 23일에 확인함.
15. ↑  “70South – information on Fabian von Bellingshausen” (러시아어). 2011년 12월 23일에 확인함.
16. ↑  “Lev Berg – article in the Encyclopædia Britannica”. Britannica.com. 1950년 12월 24일. 2011년 12월 14일에 확인함.
17. 1 2 3 4 5 6  브리태니커 백과사전 제11판
18. ↑  “PBS story of Bering's expedition”. Pbs.org. 2011년 12월 14일에 확인함.
19. ↑  “Bering, Vitus” (러시아어). 2011년 12월 24일에 확인함.
20. ↑  지리적 발견의 역사에 관한 에세이 (러시아어)
21. ↑  “Biography at the Dictionary of Canadian Biography Online”. Biographi.ca. 2007년 10월 18일. 2011년 12월 14일에 확인함.
22. ↑  “Article about Bulatovich on the site of the Russian Orthodox Church” (러시아어). 2012년 2월 4일에 원본 문서에서 보존된 문서. 2011년 12월 23일에 확인함.
23. ↑  “Article on the site geographia.ru” (러시아어). 2016년 12월 27일에 원본 문서에서 보존된 문서. 2011년 12월 23일에 확인함.
24. 1 2 3  “Vasily Pronchishev and Semion Chelyuskin” (러시아어). 2011년 11월 24일에 원본 문서에서 보존된 문서. 2011년 12월 23일에 확인함.
25. ↑  Stephan, John J. (1994). 《The Russian Far East: A History》. Stanford University Press. 315쪽. ISBN 978-0-8047-2701-3. 2011년 12월 23일에 확인함.
26. ↑  Sokolov, A (1854). 《Lomonosov's Project and Chichagov's Expedition》. Saint Petersburg. Viewed 2011-12-23.
27. ↑  “Biography of Chikhachyov” (러시아어). 2011년 12월 23일에 확인함.
28. ↑  “Chilingarov at Heroes of the Country” (러시아어). 2011년 12월 23일에 확인함.
29. ↑  “Biography of Chirikov” (러시아어). 2011년 12월 23일에 확인함.
30. ↑  Чкалов Валерий Павлович [Chkalov Valery Pavlovich] (러시아어). Герои Страны. 2011년 12월 18일에 확인함.
31. 1 2  Fisher, Raymond H (1981). 《The Voyage of Semen Dezhnev in 1648》. The Hakluyt Society. Viewed 2011-12-24.
32. ↑  Spiegel, Taru. “The Finns in America”. The Library of Congress. 2011년 12월 24일에 확인함.
33. ↑  《Biographies for Birdwatchers》. Mearns and Mearns. 1988. ISBN 978-0-12-487422-0. Viewed 2011-12-24.
34. ↑  Middleton, Robert; Thomas, Huw (2008). 《Tajikistan and the High Pamirs》. Odyssey Guides. Viewed 2011-12-24.
35. ↑  “Fersman Memorial”. Minsocam.org. 2011년 12월 14일에 확인함.
36. ↑  “Fyodorov biography at Kapustin library” (러시아어). 2017년 6월 18일에 원본 문서에서 보존된 문서. 2011년 12월 24일에 확인함.
37. ↑  “Finnish Place Names – Alaska”. Genealogia.fi. 2020년 10월 20일에 원본 문서에서 보존된 문서. 2011년 12월 14일에 확인함.
38. ↑  “Yuri Gagarin – The First to Fly”. Ispyspace.com. 2009년 2월 2일에 원본 문서에서 보존된 문서. 2011년 12월 14일에 확인함.
39. ↑  “Biography of Georgi” (러시아어). 2011년 12월 24일에 확인함.
40. ↑  “Gmelins family” (러시아어). 2011년 12월 24일에 확인함.
41. ↑  “Vasily Golovnin at persones.ru” (러시아어). 2011년 12월 24일에 확인함.
42. ↑  Hopkirk, Peter (1992). 《The Great Game: The Struggle for Empire in Central Asia》. Kodansha International. ISBN 1-56836-022-3. Viewed 2011-12-24.
43. ↑  “Gvozdev biography at the Kamchatka Krai site” (러시아어). 2011년 12월 24일에 확인함.
44. ↑  “Hagemeister biography” (러시아어). Npacific.ru. 2011년 12월 14일에 확인함.
45. ↑  “Ivanov, Kurbat” (러시아어). 2011년 12월 24일에 확인함.
46. ↑  “The Path of Explorers” (러시아어). 2011년 11월 15일에 원본 문서에서 보존된 문서. 2011년 12월 24일에 확인함.
47. ↑  “Biographical Dictionary of the Russian Far East and Russian America” (러시아어). 2011년 12월 24일에 확인함.
48. ↑  Avetisov, Georgy. “Кальвица (Кальвиц) Отто Артурович” (러시아어). Арктическая топонимика. 2017년 11월 10일에 확인함.
49. 1 2  Dmytryshyn, Basil (1985). 《Russia's Conquest of Siberia, 1558–1700: A Documentary Record》. The Press of the Oregon Historical Society. ISBN 0-87595-148-1. Viewed 2011-12-24.
50. ↑  “Sixteenth Meeting of the GEBCO Subcommittee on Undersea Feature Names” (PDF). International Hydrographic Organization. 2007년 11월 15일에 확인함.
51. ↑  Александр Васильевич Колчак [Aleksandr Vasilyevich Kolchak] (러시아어). Hrono.info. 2011년 12월 14일에 확인함.
52. 1 2  Barr, William (1980). 《Baron Eduard von Toll's Last Expedition: The Russian Polar Expedition, 1900–1903》. Viewed 2011-12-24.
53. ↑  “Biography at Konyukhov's official site”. Konyukhov.ru. 2011년 11월 19일에 원본 문서에서 보존된 문서. 2011년 12월 14일에 확인함.
54. ↑  “Antarctica Cup site”. Antarcticacup.com. 2011년 12월 14일에 확인함.
55. ↑  “Pyotr Kuzmich Kozlov”. 러시아 과학 아카데미 동양학 연구소. 2011년 12월 23일에 확인함.
56. ↑  “Krasheninnikov's biography” (러시아어). 2012년 7월 7일에 원본 문서에서 보존된 문서. 2011년 12월 24일에 확인함.
57. ↑  “NASA biography of S. Krikalyov”. jsc.nasa.gov. 2011년 12월 14일에 확인함.
58. ↑  N.M. Pirumova. Петр Кропоткин [Pyotr Kropotkin] (러시아어). 2007년 9월 30일에 원본 문서에서 보존된 문서. 2011년 12월 23일에 확인함.
59. ↑  Barr, William (1985). 《Aleksandr Stepanovich Kuchin: The Russian who went South with Amundsen》. 《Polar Record》 22 (Cambridge University Press). 401–412쪽. Bibcode:1985PoRec..22..401B. doi:10.1017/S0032247400005647. S2CID 131293842.
60. ↑  “Still Amazing Amazonia” (러시아어). 2017년 2월 2일에 원본 문서에서 보존된 문서. 2011년 12월 24일에 확인함.
61. 1 2  “The Cousins Dmitry Yakovlevich and Khariton Prokofyevich Laptev” (러시아어). 2011년 12월 24일에 확인함.
62. ↑  Lensen, Alexander George (November 1950). 《Early Russo-Japanese Relations》. The Far Eastern Quarterly, vol.10, no.1. 2–37, n.b. 17–22쪽. Viewed 2011-12-24.
63. ↑  Scott, David; Alexei Leonov (2006). 《Two Sides of the Moon: Our Story of the Cold War Space Race》. with Christine Toomey. St. Martin's Griffin. ISBN 978-0-312-30866-7.
64. ↑  “Levashov's Biography” (러시아어). 2011년 12월 24일에 확인함.
65. ↑  “Biography of Lisyansky” (러시아어). 2011년 12월 24일에 확인함.
66. ↑  Orlov, B.P. “Biography of Litke” (러시아어). 2011년 12월 24일에 확인함.
67. ↑  “Biography of Luzhin” (러시아어). 2011년 12월 24일에 확인함.
68. ↑  Whitley, D. Gath (1910). 《The Ivory Islands in the Arctic Ocean》. Journal of the Philosophical Society of Great Britain XII. Viewed 2011-12-24.
69. ↑  “Союз Кругосветчиков России” [Union of Russian Around-the-World Travellers site] (러시아어).
70. ↑  “Владимир Лысенко. Вокруг света по экватору” [Round-the-World Tour Along the Equator by Vladimir Lysenko] (러시아어). Extreme portal VVV.RU.
71. ↑  “Makarov's Biography at peoples.ru” (러시아어). 2011년 12월 24일에 확인함.
72. ↑  “Malygin's Biography at polarmuseum.ru” (러시아어). 2012년 2월 27일에 원본 문서에서 보존된 문서. 2011년 12월 24일에 확인함.
73. ↑  “Middendorff's biography at hrono.ru” (러시아어). 2011년 12월 24일에 확인함.
74. ↑  Ogloblin, A. K. (1998). 《Commemorating N.N. Miklukho-Maclay (Recent Russian publications), in Perspectives on the Bird's Head of Irian Jaya, Indonesia: Proceedings of the Conference》. Rodopi. 487–502쪽. ISBN 978-90-420-0644-7.
75. ↑  Ursul, D.T. (1980). 《Nikolai Gavrilovich Milescu-Spathari》. Moscow: Mysl. Viewed 2011-12-24.
76. ↑  “Minin's Biography” (러시아어). 2012년 2월 27일에 원본 문서에서 보존된 문서. 2011년 12월 24일에 확인함.
77. ↑  “Moskvitin's biography at hrono.ru” (러시아어). 2011년 12월 24일에 확인함.
78. ↑  Black, J. L. (1986). 《G.-F. Müller and the Imperial Russian Academy》.
79. ↑  Vladimir Barayev (2000). “Nikolay Nikolayevich Muravyov-Amursky”. Alfavit newspaper, No. 30. 2011년 12월 24일에 확인함.
80. 1 2 3 4  브록하우스 에프론 백과사전
81. ↑  “Mushketov's Biography” (러시아어). 2011년 12월 24일에 확인함.
82. ↑  A.B. Grigoriev (1989). 《Альбатросы: Из истории гидроавиации (Albatroses: from the history of hydroaviation)》. Moscow: Машиностроение. 272쪽. ISBN 978-5-217-00604-5. 2005년 2월 26일에 원본 문서에서 보존된 문서.
83. ↑  Геннадий Невельской [Gennadiy Nevelskoy] (러시아어). People.ru. 2011년 12월 17일에 확인함.
84. ↑  Dr. Jyotsna Kamat. “Nikitin – The first Russian traveler to India”. Kamat's Potpourri. 2011년 12월 17일에 확인함.
85. ↑  Обручев Владимир Афанасьевич [Vladimir Afanasyevich Obruchev] (러시아어). Fantasy Archives (Архив фантастики). 2011년 12월 17일에 확인함.
86. ↑  Овцын Дмитрий Леонтьевич [Dmitry Leontyevich Ovtsyn] (러시아어). Khronos (Хронос). 2011년 12월 17일에 확인함.
87. ↑  Пахтусов Петр Кузьмич [Pyotr Kuzmich Pakthusov] (러시아어). rulex.ru. 2011년 12월 15일에 확인함.
88. ↑  Паллас Петр Симон [Peter Simon Pallas] (러시아어). free-time.ru. 2008년 5월 4일에 원본 문서에서 보존된 문서. 2011년 12월 15일에 확인함.
89. ↑  Иван Дмитриевич Папанин [Ivan Dmitriyevich Papanin] (러시아어). Khronos (Хронос). 2011년 12월 15일에 확인함.
90. ↑  Из рода Перфильевых [From the Perfilyevs family] (러시아어). vsp.ru. 2010년 5월 5일에 원본 문서에서 보존된 문서. 2011년 12월 17일에 확인함.
91. ↑  “Northern Baikal area”. Northern Baikal area. 2012년 1월 25일에 원본 문서에서 보존된 문서. 2011년 12월 15일에 확인함.
92. ↑  “Визе В.Ю. Русские полярные мореходы XVII-XIX вв.” [Vladimir Yulyevich Vize's Russian polar seafarers of 17th-19th Centuries] (러시아어). 2011년 12월 15일에 확인함.
93. ↑  Mancall, Mark (1971). 《Russia and China: Their Diplomatic Relations to 1728》. Viewed 2011-12-24.
94. ↑  Schwirtz, Michael (2009년 3월 30일). “Staying Put on Earth, Taking a Step to Mars”. 《뉴욕 타임스》. Moscow. 2011년 12월 15일에 확인함.
95. ↑  Посьет Константин Николаевич (1819–1899) [Konstanting Nikolayevich Posyet] (러시아어). narod.ru. 2011년 12월 15일에 확인함.
96. ↑  Потанин Григорий Николаевич [Potanin Grigory Nikolayevich] (러시아어). Khronos (Хронос). 2011년 12월 17일에 확인함.[깨진 링크(과거 내용 찾기)]
97. ↑  Василий Данилович Поярков [Vassili Danilovich Poyarkov] (러시아어). Khronos (Хронос). 2011년 12월 15일에 확인함.
98. ↑  Black, Lydia (2004). 《Russians in Alaska, 1732–1867》. pg. 104. ISBN 9781889963044.
99. ↑  Николай Михайлович Пржевальский [Nikolai Mikhailovich Przhevalsky] (러시아어). Khronos (Хронос). 2011년 12월 15일에 확인함.
100. ↑  Ефим Васильевич Путятин [Yefim Vasilyevich Putyatin] (러시아어). Khronos (Хронос). 2011년 12월 17일에 확인함.
101. ↑  Открытие Русскими Средней и Восточной Сибири [The discovery of Central and Eastern Siberia by Russians] (러시아어). 2009년 2월 10일에 원본 문서에서 보존된 문서. 2011년 12월 15일에 확인함.
102. ↑  История Сибирская [Siberian History] (러시아어). 2012년 3월 1일에 원본 문서에서 보존된 문서. 2011년 12월 14일에 확인함.
103. ↑  “О Резанове...” [About Rezanov...]. Learning Centre for Children (Детский образовательный центр). 2012년 1월 11일에 원본 문서에서 보존된 문서. 2011년 12월 14일에 확인함.
104. ↑  Римский-Корсаков Воин Андреевич [Voin Andreyevich Rimsky-Korsakov] (러시아어). biographija.ru. 2011년 12월 14일에 확인함.
105. ↑  “International Centre of the Roerichs”. Moscow: International Centre of the Roerichs. 2011년 12월 14일에 확인함.
106. ↑  L.V.Shaposhnikova. “Центрально-Азиатская экспедиция – Путешествие Н.К. Рериха” [Along the path of Central-Asian Expedition of N. Roerich.]. Moscow: International Centre of the Roerichs. 2011년 12월 14일에 확인함.
107. ↑  Александр Невский [Alexander Nevsky] (러시아어). pereslavl.info. 2011년 7월 21일에 원본 문서에서 보존된 문서. 2011년 12월 14일에 확인함.
108. ↑  “Vladimir Alexandrovich Rusanov – famous investigator of Arctics”. Cprm.gov.br. 2011년 12월 14일에 확인함.
109. ↑  “Webpage of Rusanov's museum in Oryol” (러시아어). 2011년 12월 24일에 확인함.
110. ↑  Сагалевич Анатолий Михайлович [Sagalevich Anatoly Mikhaylovich] (러시아어). Герои Страны. 2011년 12월 17일에 확인함.
111. ↑  Рудольф Лазаревич Самойлович – выдающийся полярный исследователь и патриот [Rudolf Lazarevich Samoylovich, eminent polar explorer and patriot] (러시아어). AARI. 2011년 12월 17일에 확인함.
112. ↑  Яков Санников – Биография [Yakov Sannikov – Biography] (러시아어). Peoples.ru. 2011년 12월 14일에 확인함.
113. ↑  Сарычев Гавриил Андреевич [Gavril Andreyevich Sarychev] (러시아어). Npacific.ru. 2011년 12월 14일에 확인함.
114. ↑  Светлана Евгеньевна Савицкая [Svetlana Eugenievna Savitskaya] (러시아어). Astronaut.ru. 2011년 12월 14일에 확인함.
115. ↑  “von Schantz, Johan Eberhard”. National Biography of Finlandlanguage=Finnish. 2017년 11월 10일에 확인함.
116. ↑  Шмидт Отто Юльевич [Otto Yulyevich Schmidt] (러시아어). 2011년 12월 14일에 확인함.
117. ↑  Семенов-Тян-Шанский Петр Петрович [Semyonov-Tyan-Shansky Pyotr Petrovich] (러시아어). 2011년 12월 24일에 확인함.
118. ↑  Юрий Александрович Сенкевич [Yuri Aleksandrovich Senkevitch] (러시아어). Космическая Энциклопедия AstroNote. 2011년 12월 17일에 확인함.